# 서울국제금융센터
서울국제금융센터(영어: Seoul International Finance Centre, 영어: IFC Seoul)는 서울특별시 영등포구 국제금융로 10에 위치한 건축물로 금융, 비즈니스, 오피스 건물 3개, 호텔 1개, 쇼핑몰 1개로 구성되어 있다.
현재 공식 명칭은 서울국제금융센터가 맞고 인터내셔널 파이낸스 센터라는 명칭이 있으며 IFC 서울이라는 명칭으로 더 알려져 있는데 부산에도 부산국제금융센터(BIFC) 건물이 있다.
2002년 계획이 시작되었으며 2006년 계획이 끝난 후 착공했다. 먼저 One IFC가 2011년 완공·개장했으며 Two IFC, Three IFC, IFC Mall, 콘래드 서울 호텔은 2012년 완공·개장했다. 미국 AIG금융그룹이 추진했으며 미국 설계 디자인 업체 Arquitectonica, IFC몰 디자인은 영국계 Benoy(베노이), 콘래드 서울 호텔 디자인은 홍콩 LRF이다. 시공사는 GS건설, 대림산업, 현대산업개발이고 시행사는 주식회사 건원엔지니어링이다.
세계에 위치한 국제금융센터 건물은 2003년 홍콩 홍콩국제금융센터, 2003년 중국 충칭 JW메리어트국제금융센터, 2004년 대만 타이베이 타이베이국제금융센터, 2010년 중국 광저우 광저우국제금융센터, 2010년 핑안국제금융센터, 2012년 중국 상하이 상하이국제금융센터, 2013년 한국 서울 서울국제금융센터, 2014년 한국 부산 부산국제금융센터가 완공·개장해 명실상부한 세계 금융 중심지로 자리매김했다.
One IFC는 32층, Two IFC는 29층, Three IFC는 55층, 콘래드 서울 호텔은 37층, IFC Mall은 지하 3층으로 층수가 구성되어 있다. 434개의 객실으로 구성된 38층의 5성급 특급 호텔 콘래드 서울 호텔(38층, 200m)이 있다.

## 역사

### 배경
서울국제금융센터 계획이 없던 시절 1978년부터 1995년까지 종합 안보 전시장이 있었고 1996년부터 2003년까지 중소기업박람회장 자리로 있었고 기업 행사·모델하우스라는 이름을 날렸다. 2004년 노무현 대통령 탄핵 심판 당시 한나라당 천막 당사를 지으며 한 동안 당무를 봤던 곳이기도 했다.

### 계획
2002년 서울 여의도에 국제금융단지를 조성하면서 랜드마크 건물 일환으로 계획이 시작되었다. 2003년 한국 서울에 35층, 140m짜리 건물을 건립할 계획이 있었고 2004년 63빌딩(60층, 249m)보다 높은 건물 계획이 있으나 250m로 변경되었다. 2005년 54층, 38층, 34층, 31층으로 구성이 완료되고 29 ∼ 52층 높이 IFC 빌딩 3동과 호텔 1동이 지어질 예정이었다. 2006년 당시 이명박 前 서울시장이 건립할 계획이었고 1IFC는 32층, 2IFC는 지상 29층, 3IFC는 지상 55층, 콘래드 서울 호텔은 지상 37층으로 구성되는 서울국제금융센터의 최종 계획이였다.

### 건설

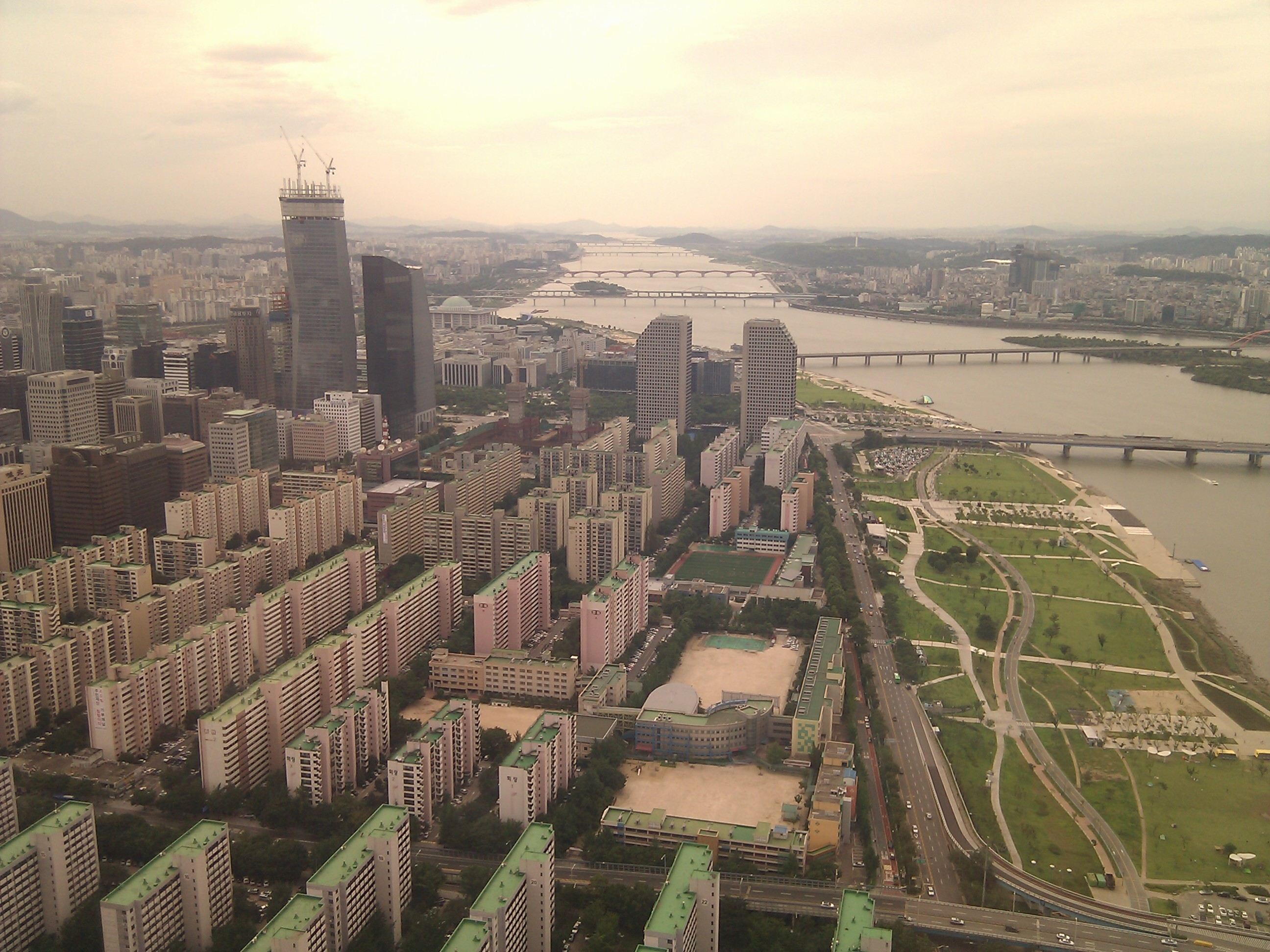
여의도에 건설 중인 Three IFC.

이후 2006년 3월에 착공 예정이였으나 착공 연기가 아직도 있었고 만약 착공했다면 2010년이나 그 이후에 완공했을 것이다. 2006년 6월 5일 기공식을 개최하고 이후 착공하여 서울국제금융센터, 콘래드 서울 호텔(37층, 200m) 건설이 시작되었다.
2007년 서울 국제금융지구를 조성할 계획이었다. 2008년 9월 공정률이 16%가 돌파하였다. 2009년 9월 24일 한국 서울 국제금융센터지수가 53위에서 35위로 상승했고 2010년 3월 12일 한국 서울 국제금융센터 지수가 35위에서 28위로 상승했고 9월 20일 한국 서울 국제금융센터 지수가 28위에서 24위로 상승했다. 11월 2일 공정률 70%가 돌파하였다.
2011년 8월 8일 SK브로드밴드는 서울국제금융센터 통신 사업자로 선정했다. 커튼월 외장 공사가 마무리 진행 중이었고 One IFC 공정률 100% 돌파 후 2011년 11월 17일 One IFC(32층, 186m)가 준공·개장했다. 2012년 6월, 2012년 8월에 Two IFC(29층, 176m), Three IFC(55층, 285m) 공정률 100%가 돌파 후 2012년 8월 말 Three IFC(55층, 285m)가 준공·개장했다.

### 개장
콘래드 서울 호텔(37층, 200m)은 Three IFC 개장 전인 2012년 11월 12일 개장했다. 2012년 11월 29일 Three IFC가 개관했지만 공실 상태였다. 서울국제금융센터는 대한민국 서울에서 가장 높은 빌딩이라고 불렸다. 서울국제금융센터 지수는 2014년 7위, 2015년 9월 6위, 2016년 9월 14위, 2017년 9월 27위, 2018년 9월 33위, 2019년 3월 36위로 하락했다. 그 중에서 Three IFC는 63빌딩(63층, 249m) 제치고 한국 서울 여의도에서 가장 높은 건물이 되었다.

## 구성
서울국제금융센터는 빌딩 3개, 호텔 1개, 쇼핑몰 1개로 구성되어 있다.
One IFC는 32층, Two IFC는 29층, Three IFC는 지상 55층이다.
대부분의 건물들이 1, 2, 3번으로 매겨져 있는데 건물의 각자 명칭들은 IFC 홍콩과 비슷한 면이 많으므로 혼동하지 않도록 한다.
| 건물 명칭                          | 사진 | 착공   | 완공   | 층수                |
| ---------------------------------- | ---- | ------ | ------ | ------------------- |
| One International Finance Centre   |      | 2006년 | 2011년 | 지하 7층, 지상 32층 |
| Two International Finance Centre   |      | 2006년 | 2012년 | 지하 7층, 지상 29층 |
| Three International Finance Centre |      | 2006년 | 2012년 | 지하 7층, 지상 55층 |
| IFC Mall                           |      | 2006년 | 2012년 | 지하 3층 ~ 지하 1층 |
| 콘래드 서울 호텔                   |      | 2006년 | 2012년 | 지하 7층, 지상 37층 |

## 금융센터

### 서울국제금융센터의 높이

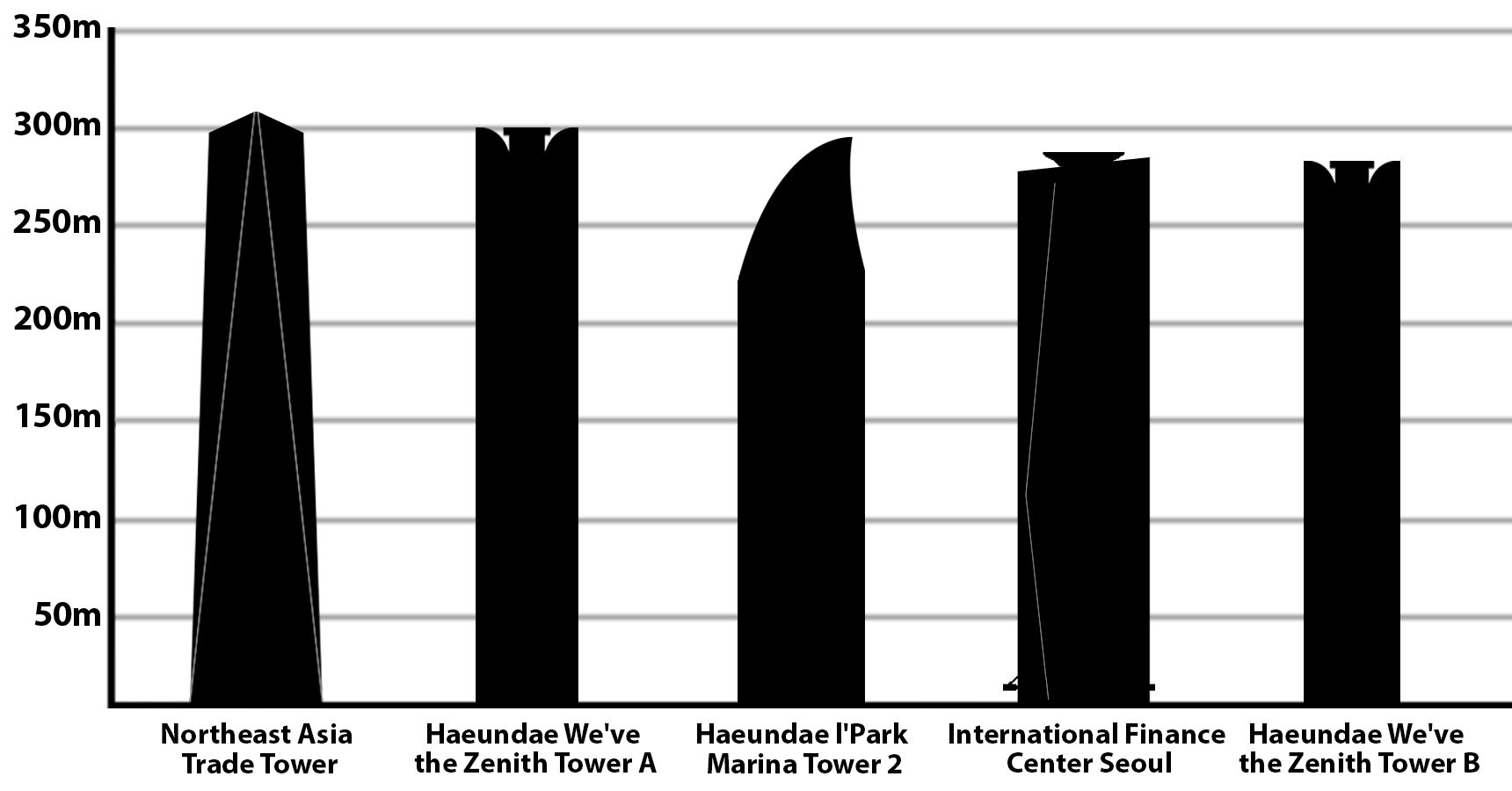
대한민국에서 가장 높은 건물 (2014년 1월 기준.)

서울국제금융센터는 1IFC는 지상 32층, 185m, 2IFC는 지상 29층, 176m, 3IFC는 지상 55층이고 헬리포트를 포함할 시 지상 285m 높이의 빌딩이고 지하로는 7층까지 있다.
이 건물은 다음과 같은 높이를 갖고 있다.
- 안테나/첨탑 높이: 3IFC 285m이다.
- 지붕 높이: 3IFC 283m, 1IFC 185m, 2IFC 176m이다.
- 최상층 높이: 3IFC 247.5m, 1IFC 178m, 2IFC 171m이다.

서울특별시 영등포구 여의도에 위치한 63빌딩(249m, 60층) 다음으로 높은 건물이고 2012년 완공 당시 대한민국의 수도 서울특별시에서 가장 높은 건물이 되었다. 이후 2016년에 롯데월드타워의 외부 공사가 마무리 된 후 서울특별시에서 다음으로 높은 건물이다. 2016년 기준으로 대한민국에서 6번째로 가장 높은 건물이다. 1IFC(최고층 32층), 2IFC(최고층 29층)는 엘리베이터 최대 속도가 초속 6m(360m/min)이고 3IFC 엘리베이터 최대 속도는(최고층라인 54층) 초속 7m(420m/min)이다.
2013년 기준으로는 서울에서 제일 높은 빌딩이며, 2016년 롯데월드타워가 완공되기 전까지는 서울에서 제일 높은 빌딩이라는 타이틀을 가지고 있다.
국내 다른 초고층 건물들을 비교하면 서울특별시 영등포구 여의도의 63빌딩(249m, 60층), 서울특별시 강남구의 목동 하이페리온(256m, 69층), 타워팰리스(264m, 73층)보다 높다. 부산국제금융센터(289m, 63층)보다 4m가 낮고 서울국제금융센터의 최상층에는 전망대가 없다.

### 서울 3대 금융센터
IFC 서울은 종로구에 위치한 서울 파이낸스 센터(30층), 강남구 역삼동에 위치한 강남 파이낸스 센터(45층)와 더불어 서울에 위치한 3대 금융센터이다. 특히 IFC는 미국계 금융그룹인 AIG 금융그룹이 소유하다 브룩필드자산운용에 매각했다.

## 수상작
- 2012년 - 서울국제금융센터, 영등포 건축 디자인 최우수상 수상
- 2013년 - 2013 서울특별시 건축상 우수, 2013 한국건축문화대상 준공건축물 부문 우수, 2013 한국건축문화대상 우수상

## 사건, 사고
- 2007년 9월 19일 - 서울국제금융센터 신축 공사 현장 지반 붕괴 사고로 아수라장이 되었다.

## 대중 문화

### 드라마
- SBS TV 유령에 등장했다.
- KBS 2TV 미래의 선택에 등장했다.
- SBS TV 피노키오에 등장했다.
- NETFLIX 센세이트(센스8)에 등장했다.
- JTBC 디데이에 등장했다.
- KBS 2TV 태양의 후예에 등장했다.
- MBC TV 불야성 타이틀에 등장했다.
- KBS 2TV 김과장 8회에 등장했다.
- GMA 네트워크 한국인 자기야에 등장했다.
- MBC TV 파수꾼에 등장했다.
- tvN 드라마 스테이지에 등장했다.
- SBS TV 훈남정음에 등장했다.
- tvN 김비서가 왜 그럴까에 등장했다.
- TV 조선 바벨에 등장했다.
- KBS 2TV 국민 여러분!에 등장했다.
- tvN 60일, 지정생존자에 등장했다.
- POWER MOVIE 드라마 남과 북에 등장했다.
- tvN 머니 게임에 등장했다.
- NETFILX 오징어 게임에 등장했다.
- ENA 이상한 변호사 우영우에 등장했다.
- JTBC 재벌집 막내아들에 등장했다.

### 예능
- tvN SNL 코리아 오프닝에 등장했다.

### 영화
- 한국 영화 타워에 등장했다.
- 한국 영화 R2B: 리턴투베이스에 등장했다.
- 한국 영화 고령화가족에 등장했다.
- 한국 영화 더 테러 라이브에 등장했다.
- 한국 영화 감기에 등장했다.
- 한국 영화 내부자들에 등장했다.
- 한국 영화 더 폰에 등장했다.
- 한국 영화 날, 보러와요에 등장했다.
- 한국 영화 마스터에 등장했다.
- 미국 영화 콜로설에 등장했다.
- 한국, 튀르키예 영화 아일라에 등장했다.
- 한국 영화 리얼에 등장했다.
- 한국 영화 독전에 등장했다.
- 한국 영화 반도에 등장했다.
- 한국 영화 사이버 지옥: N번방을 무너뜨려라에 등장했다.

## 갤러리

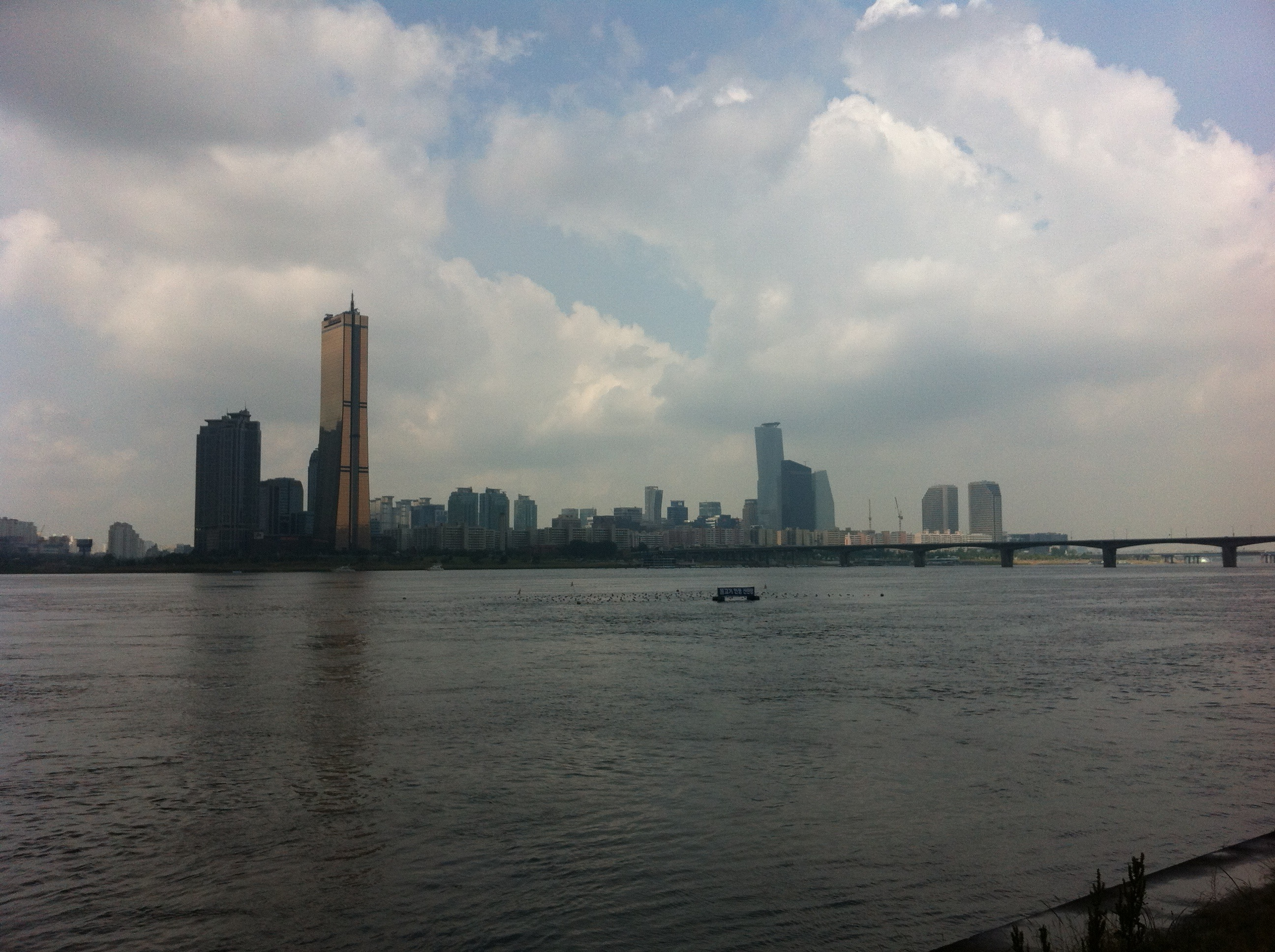
2012년 6월 5일.
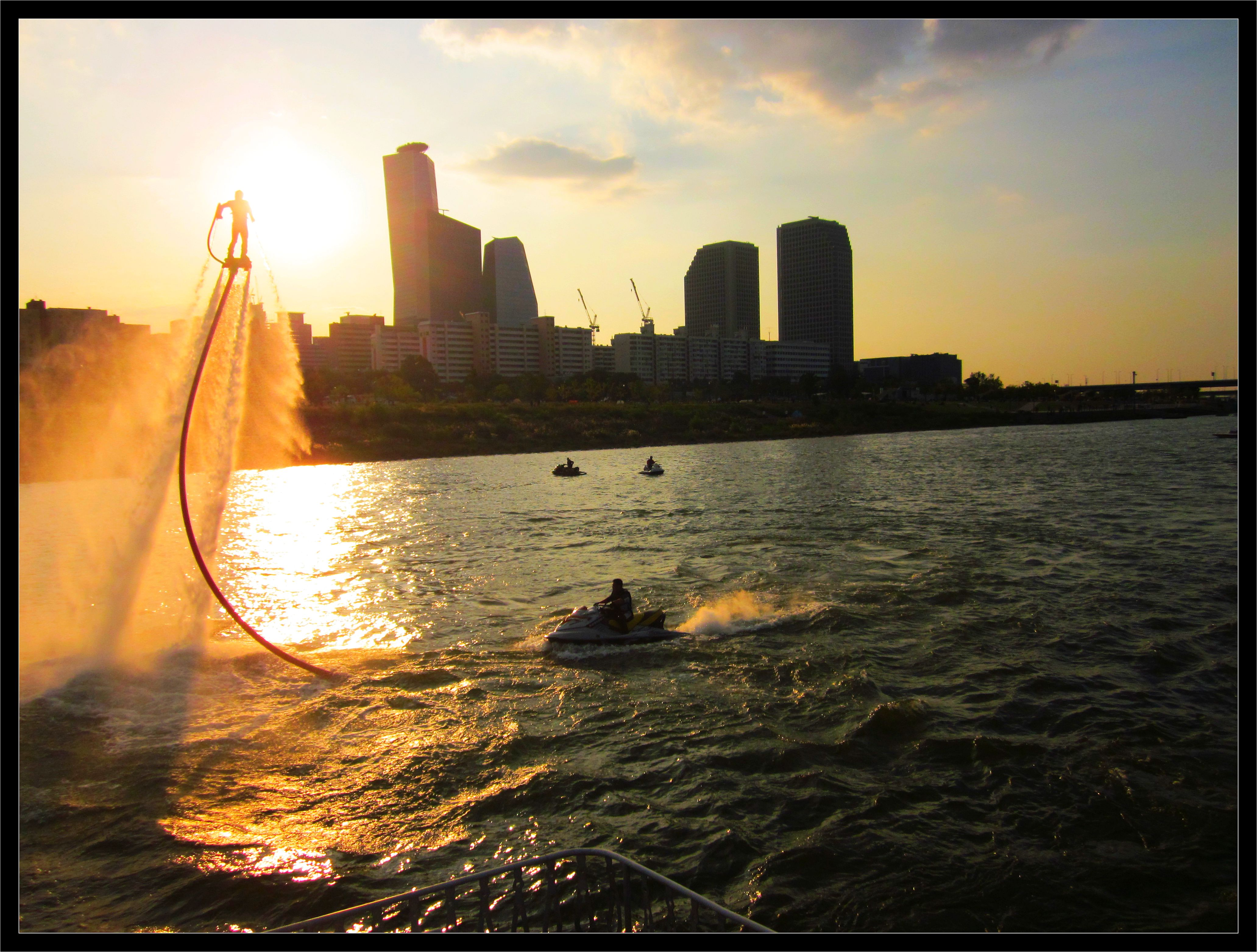
2012년 10월 1일.
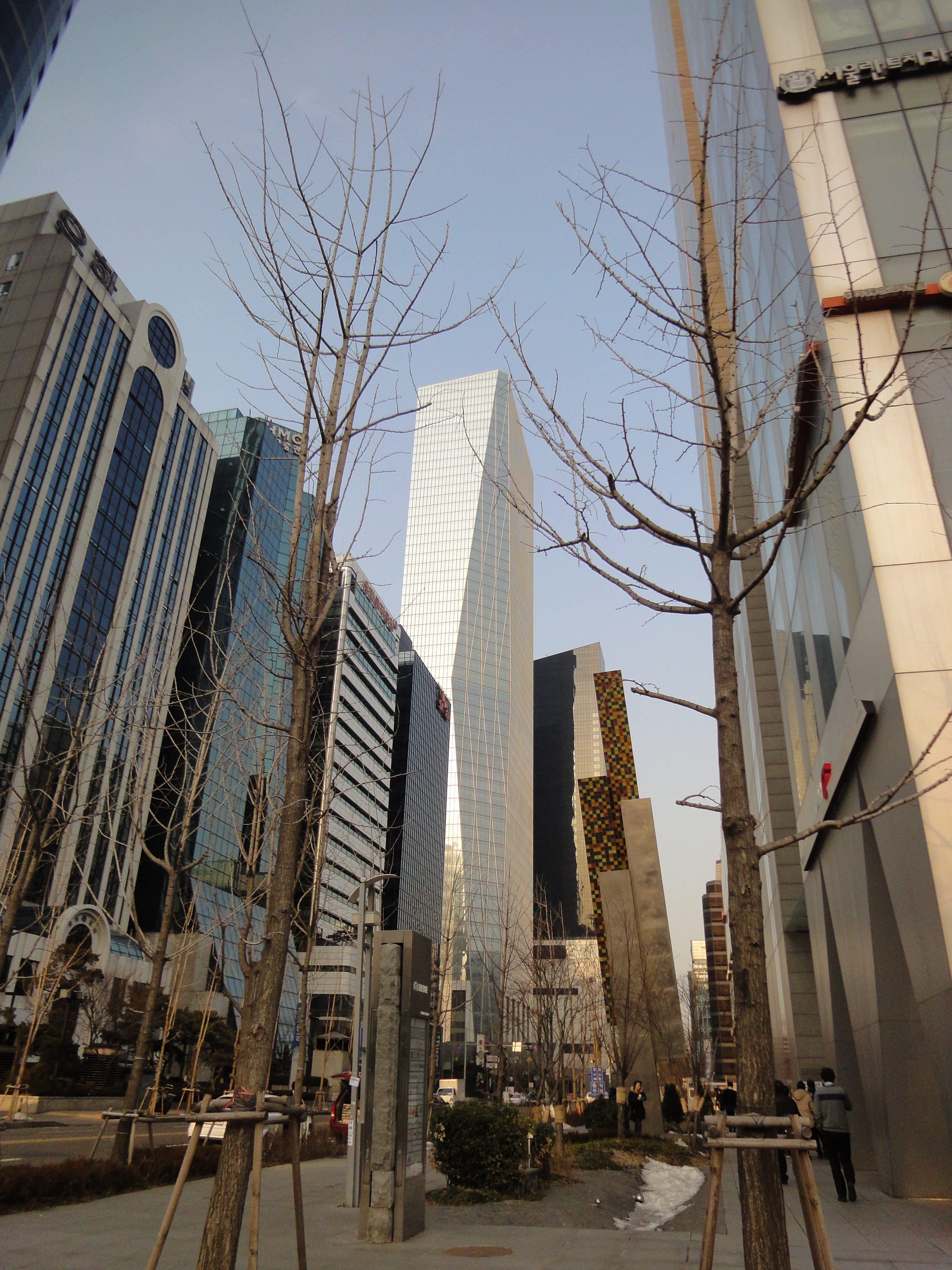
2013년 2월 25일.
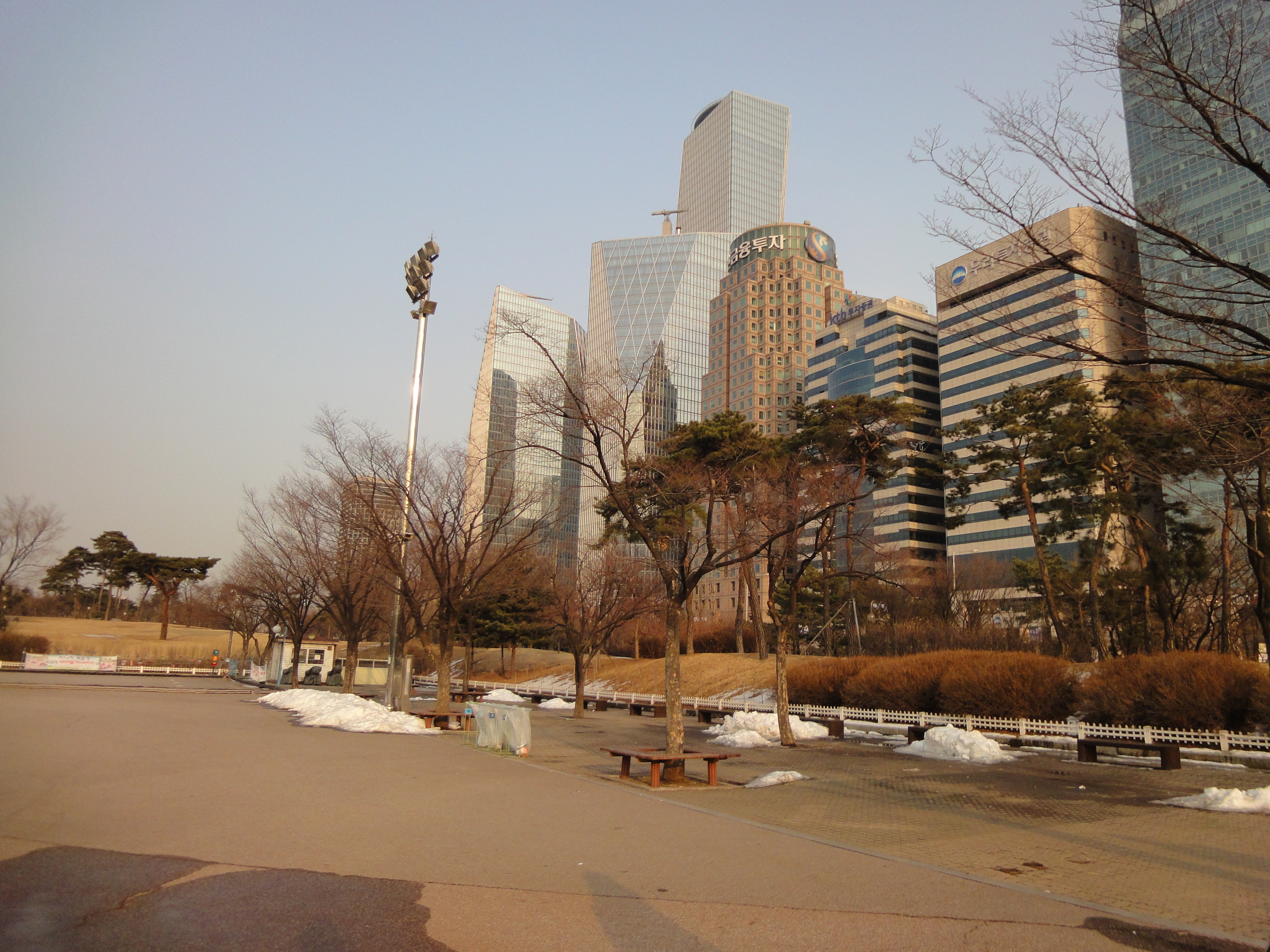
2013년 2월 25일.
2013년 5월 17일.
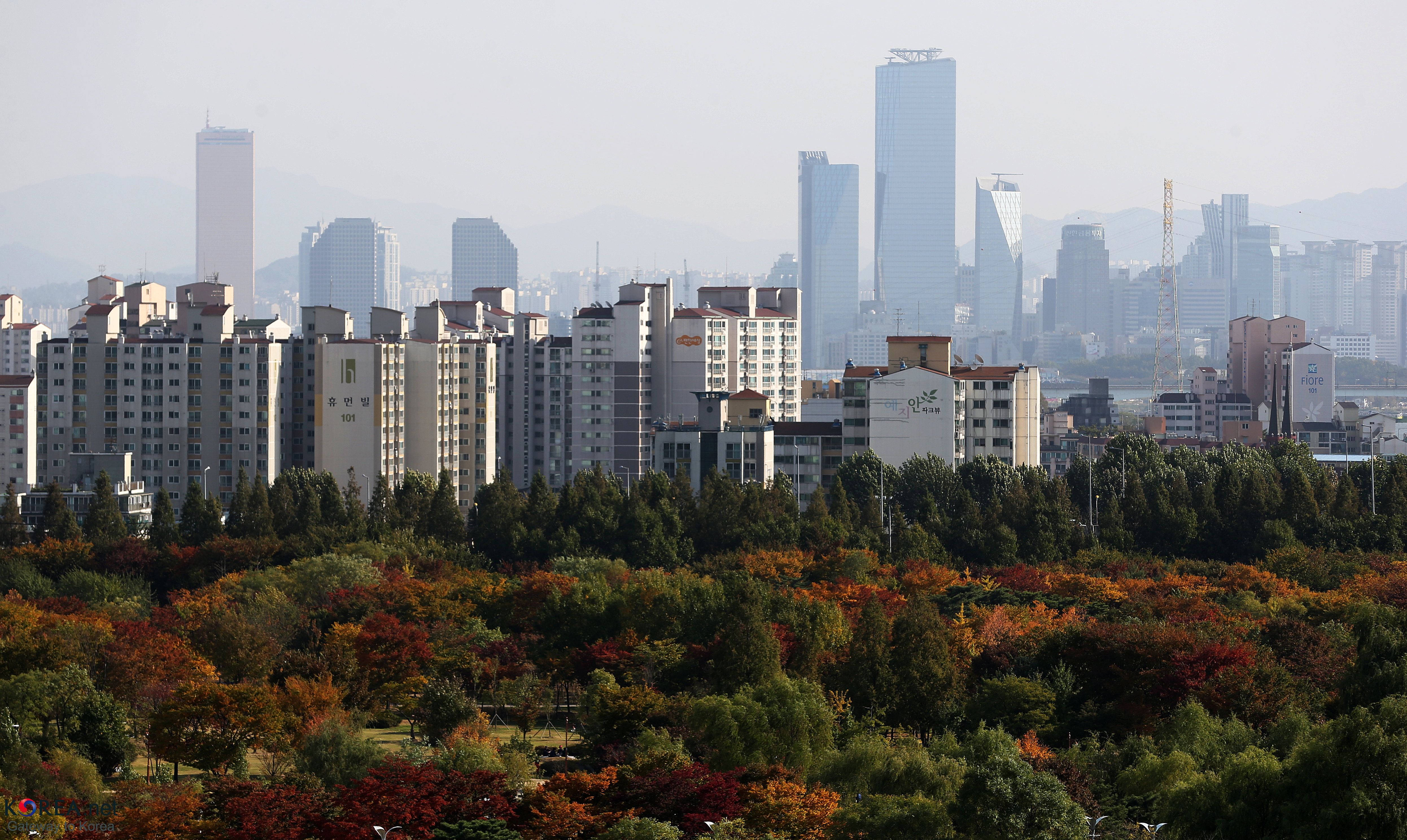
2013년 10월 24일.
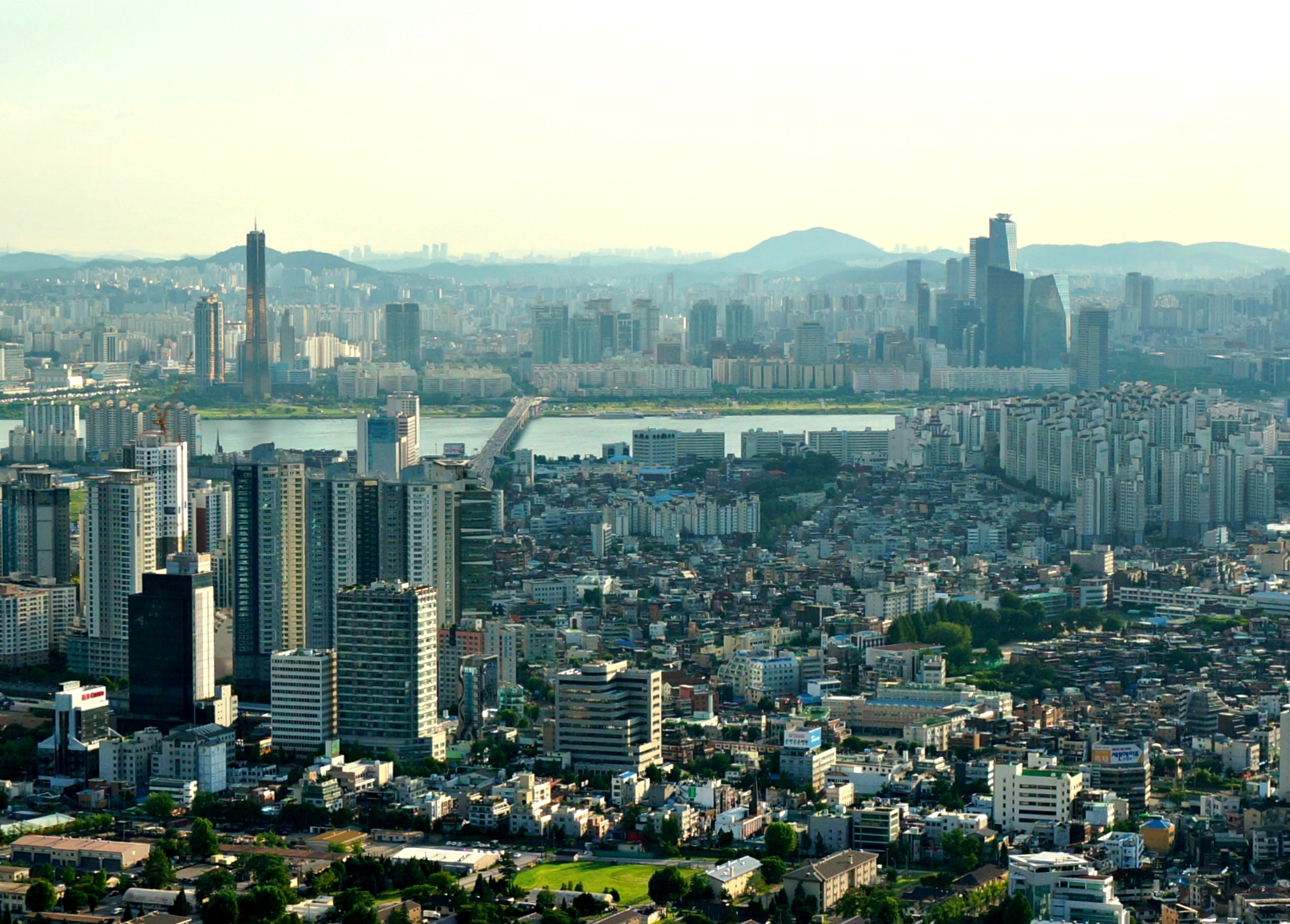
2014년 8월 8일.
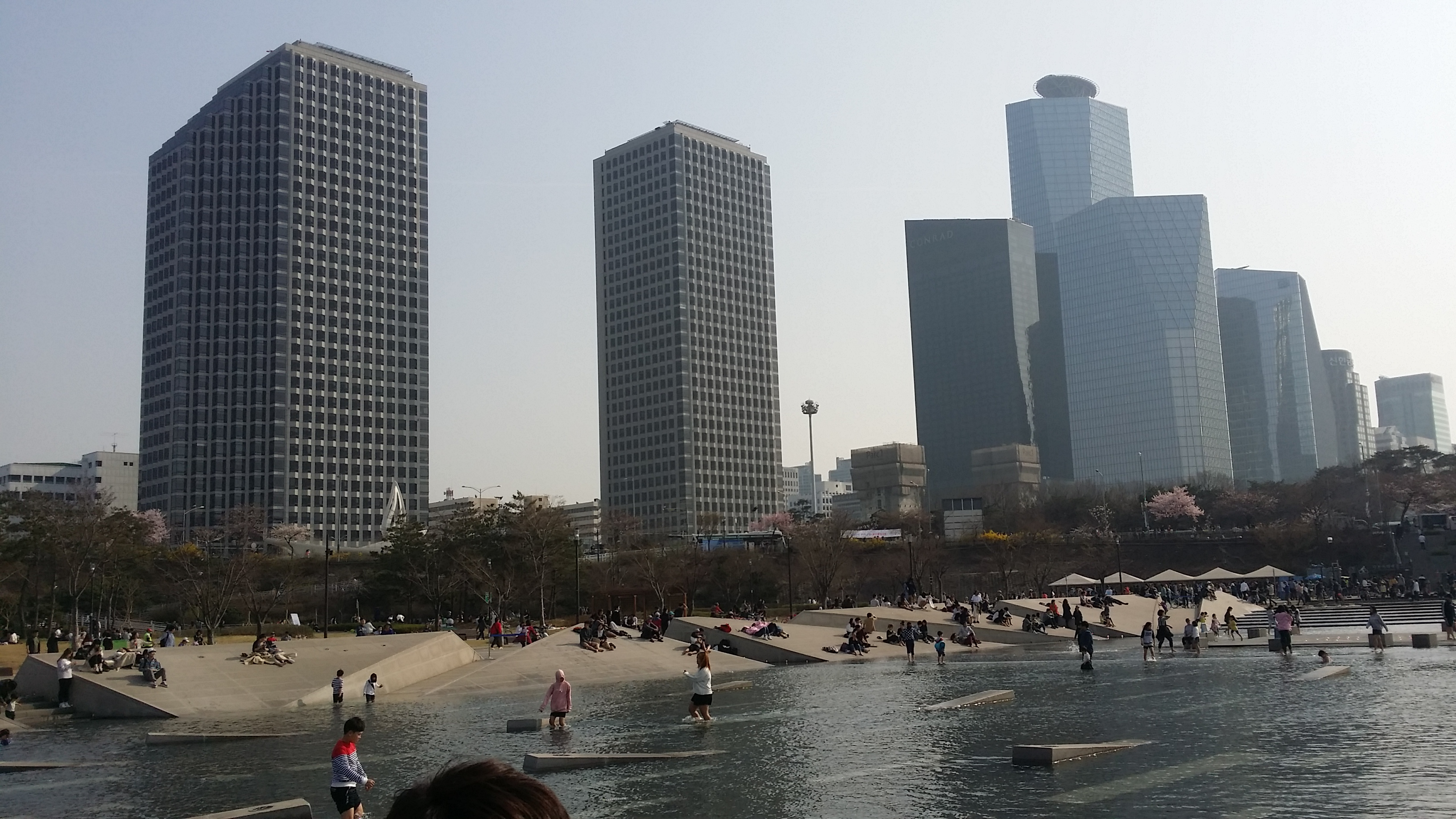
2016년 4월 2일.
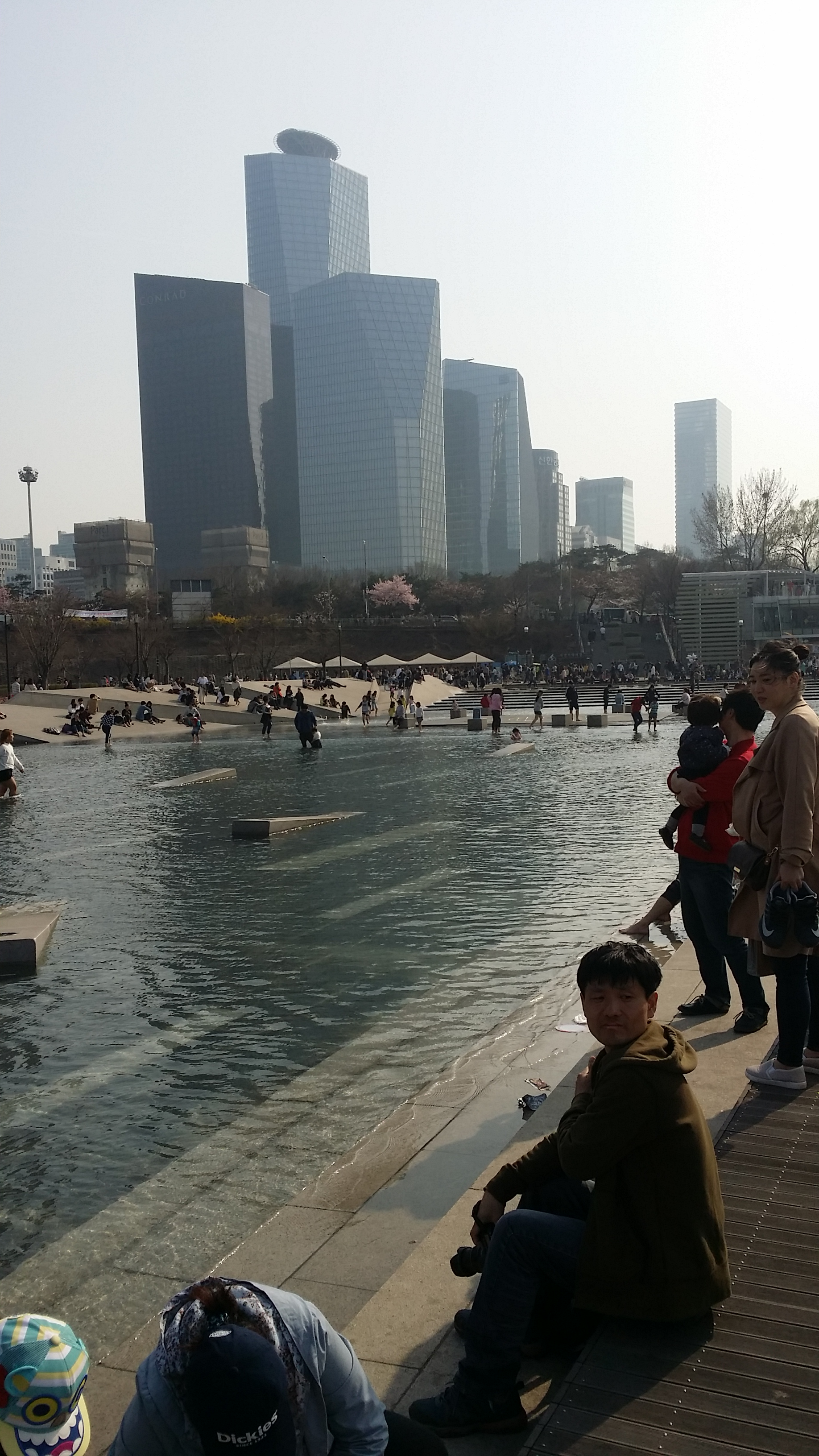
2016년 4월 2일.
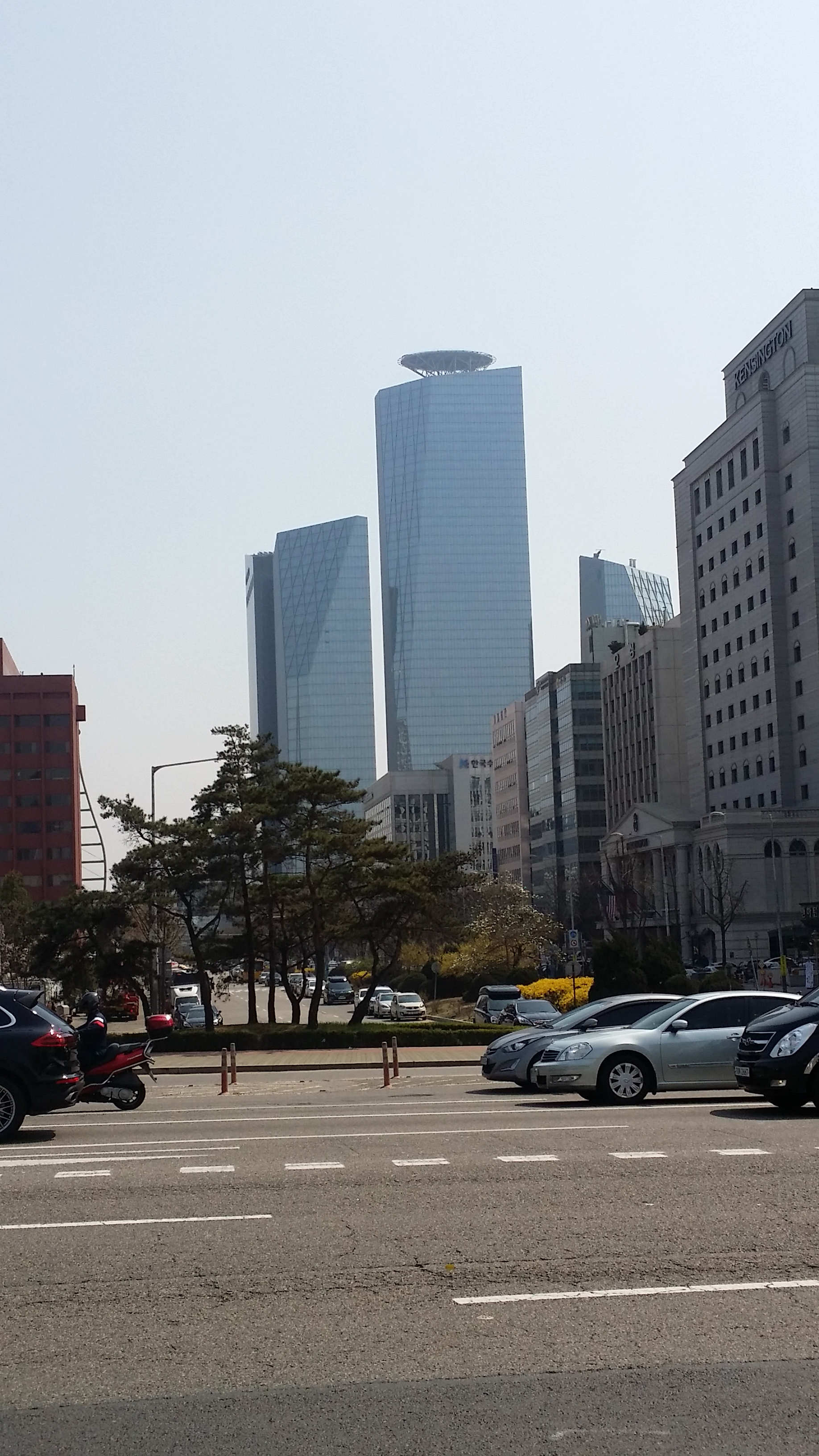
2016년 4월 2일.
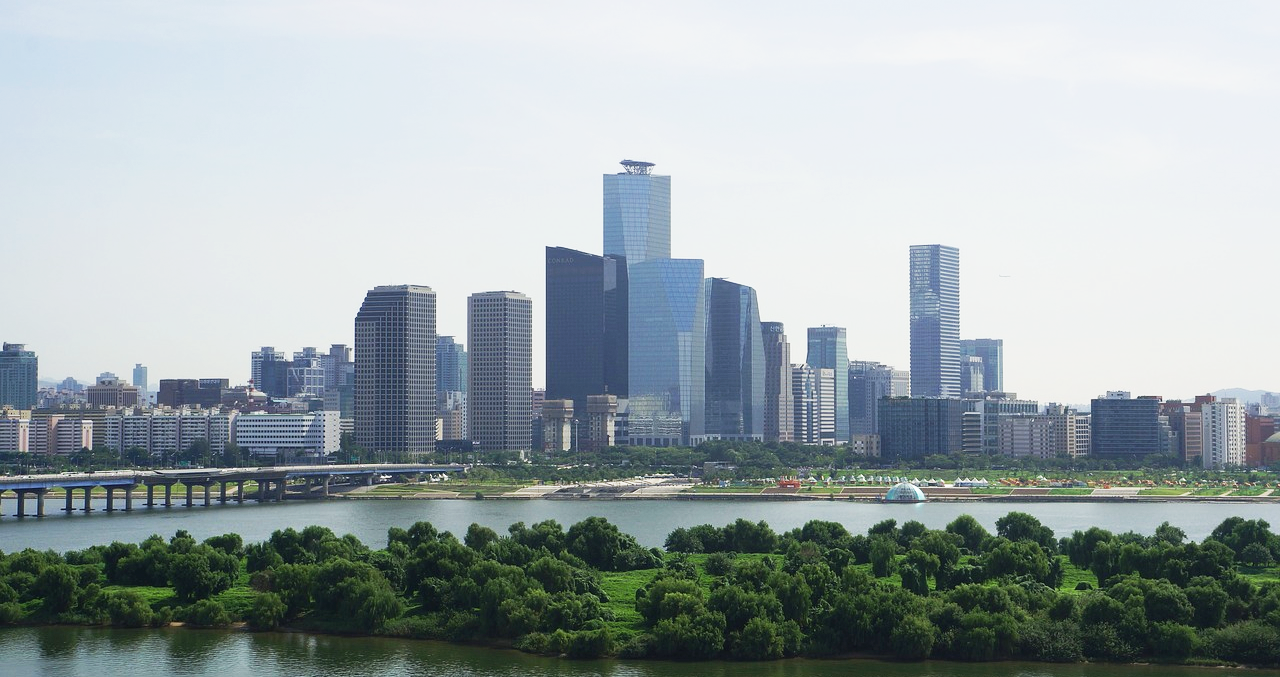
2016년 8월 10일.
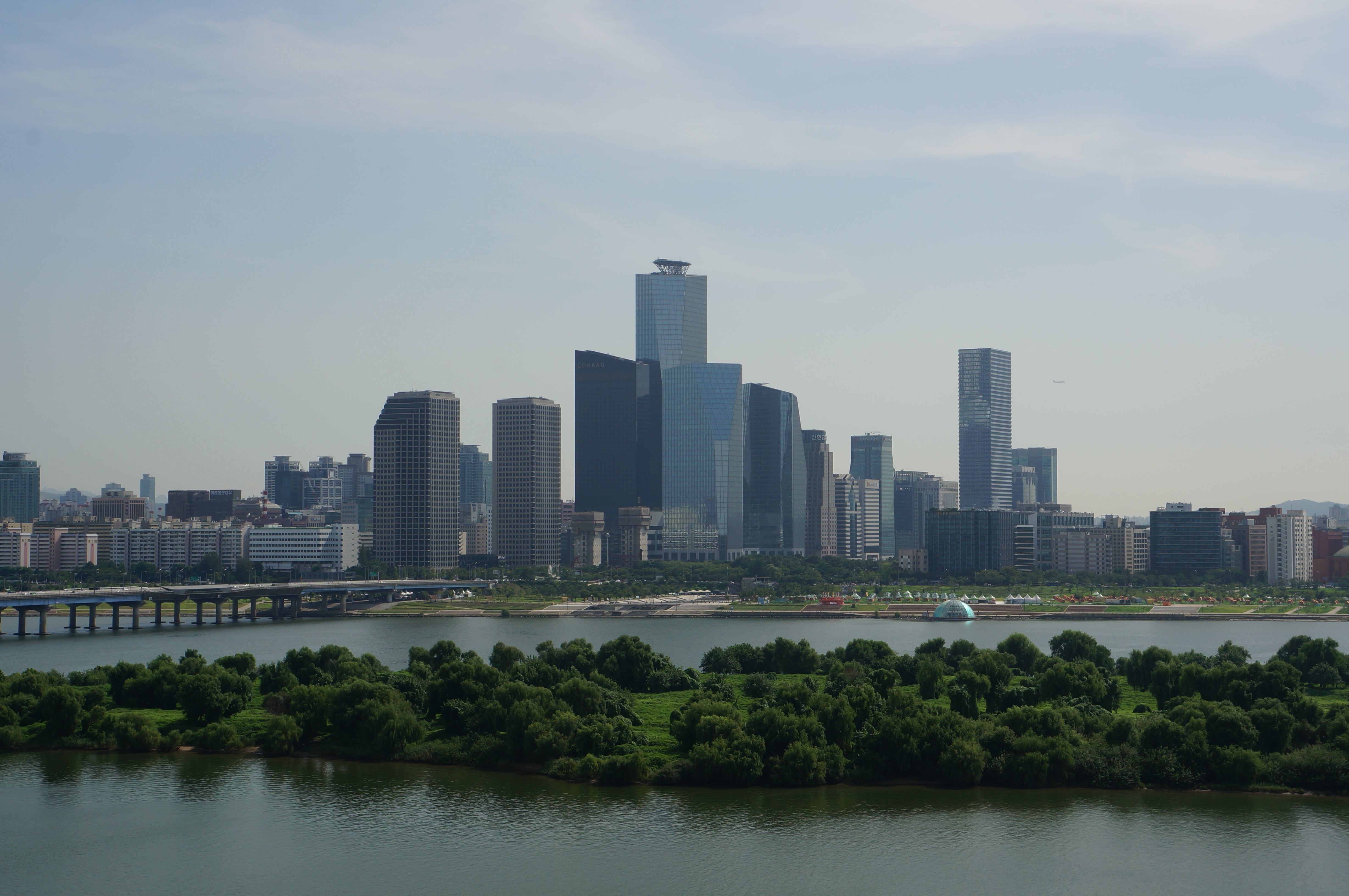
2016년 8월 10일.
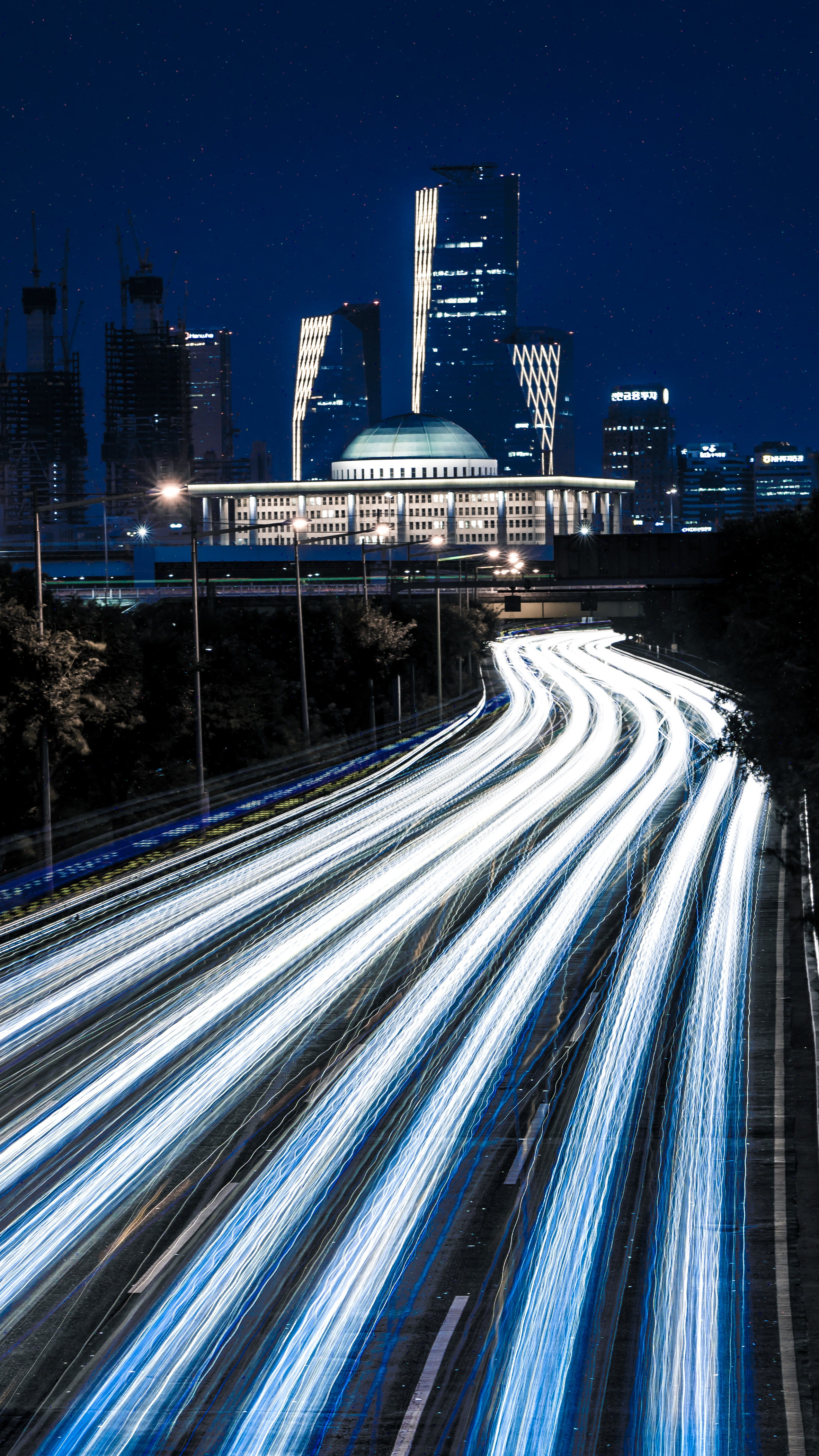
2018년 8월 5일.
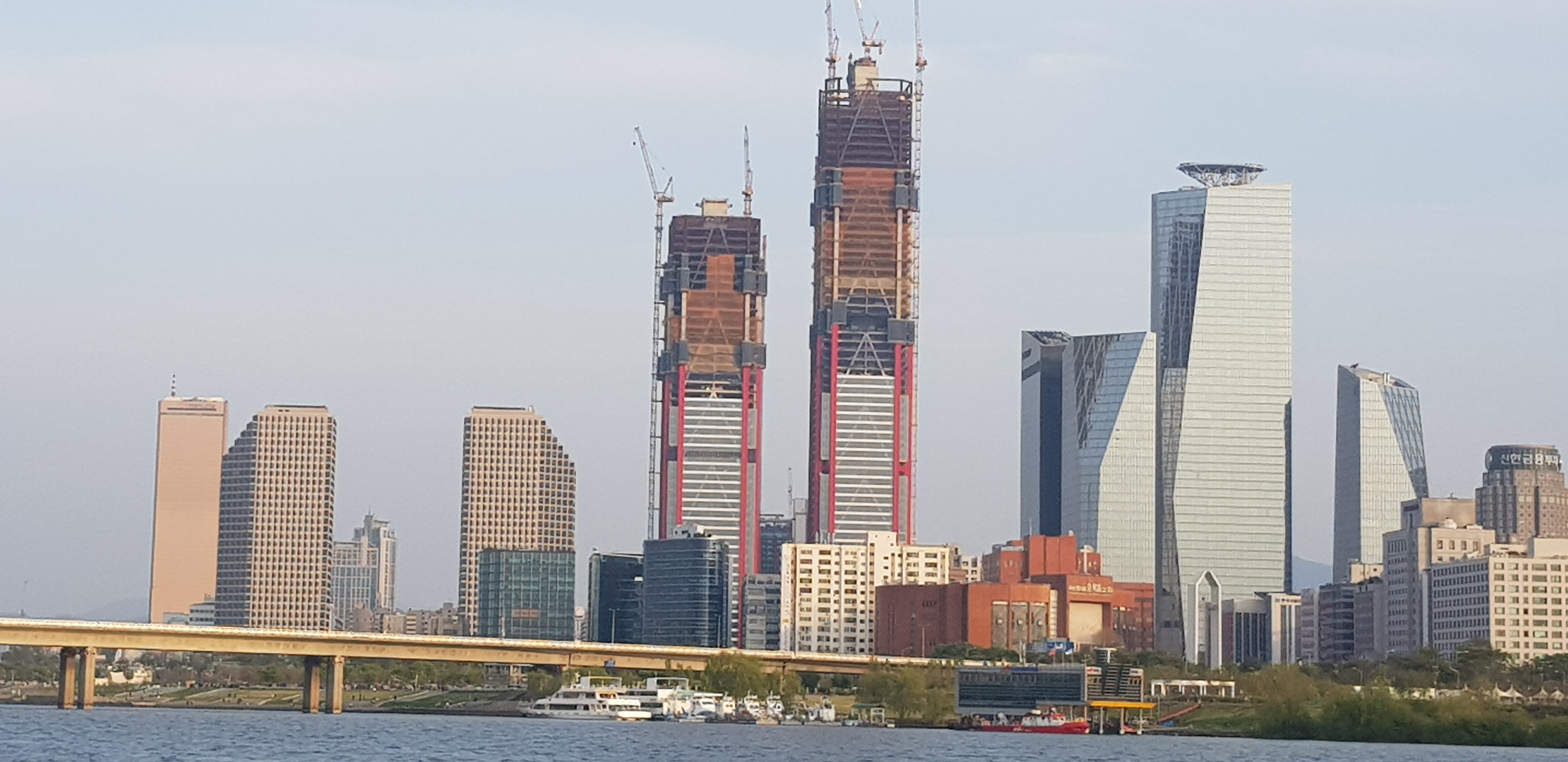
2019년 4월 21일.
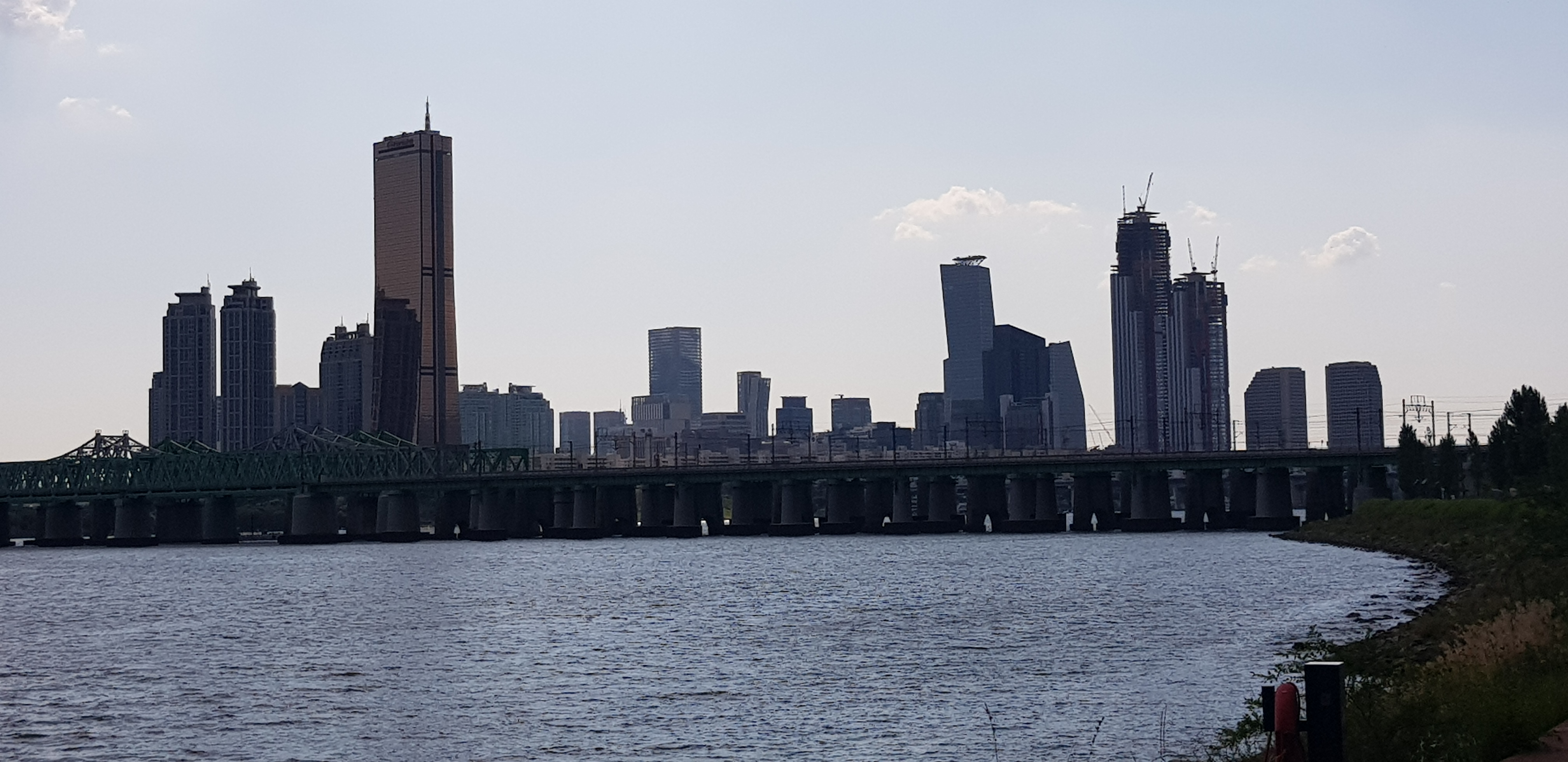
2019년 6월 23일.
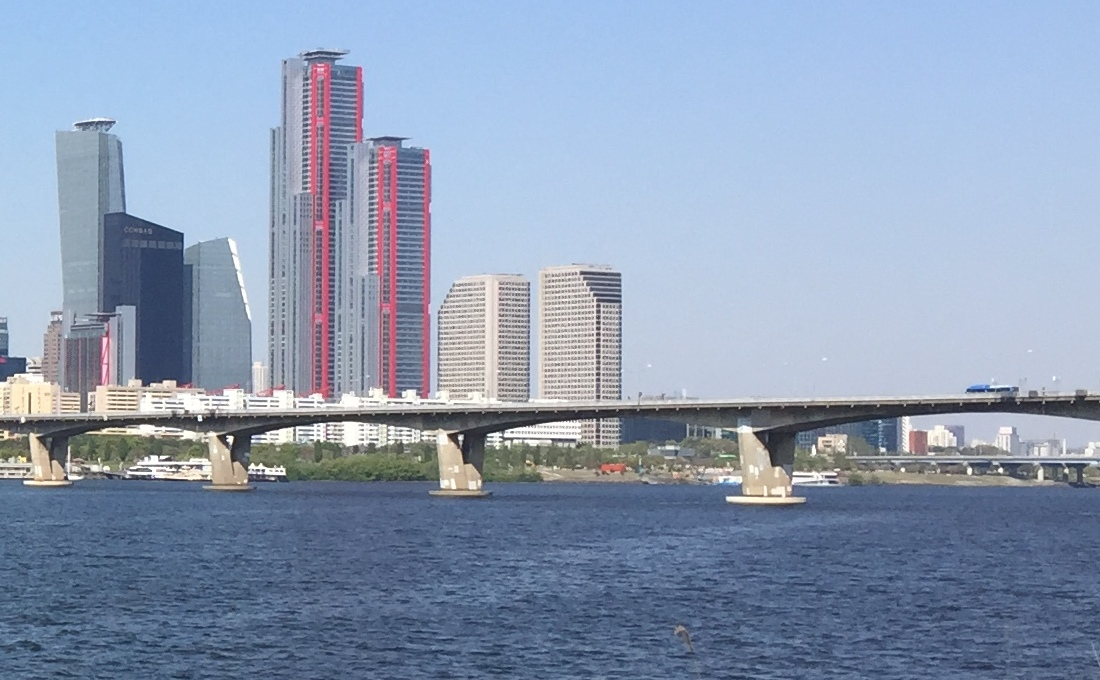
2020년 4월 26일.
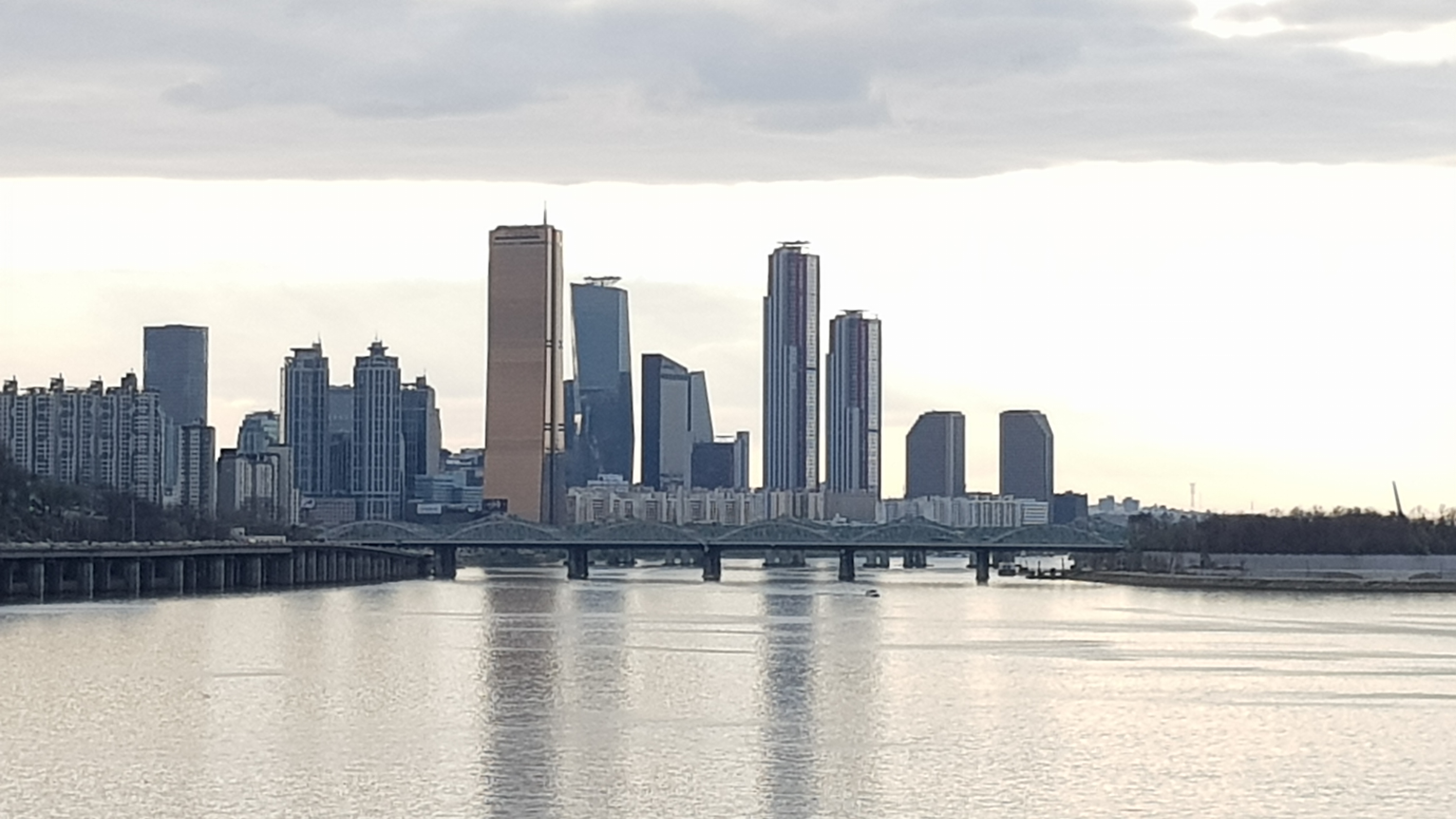
2021년 4월 4일.
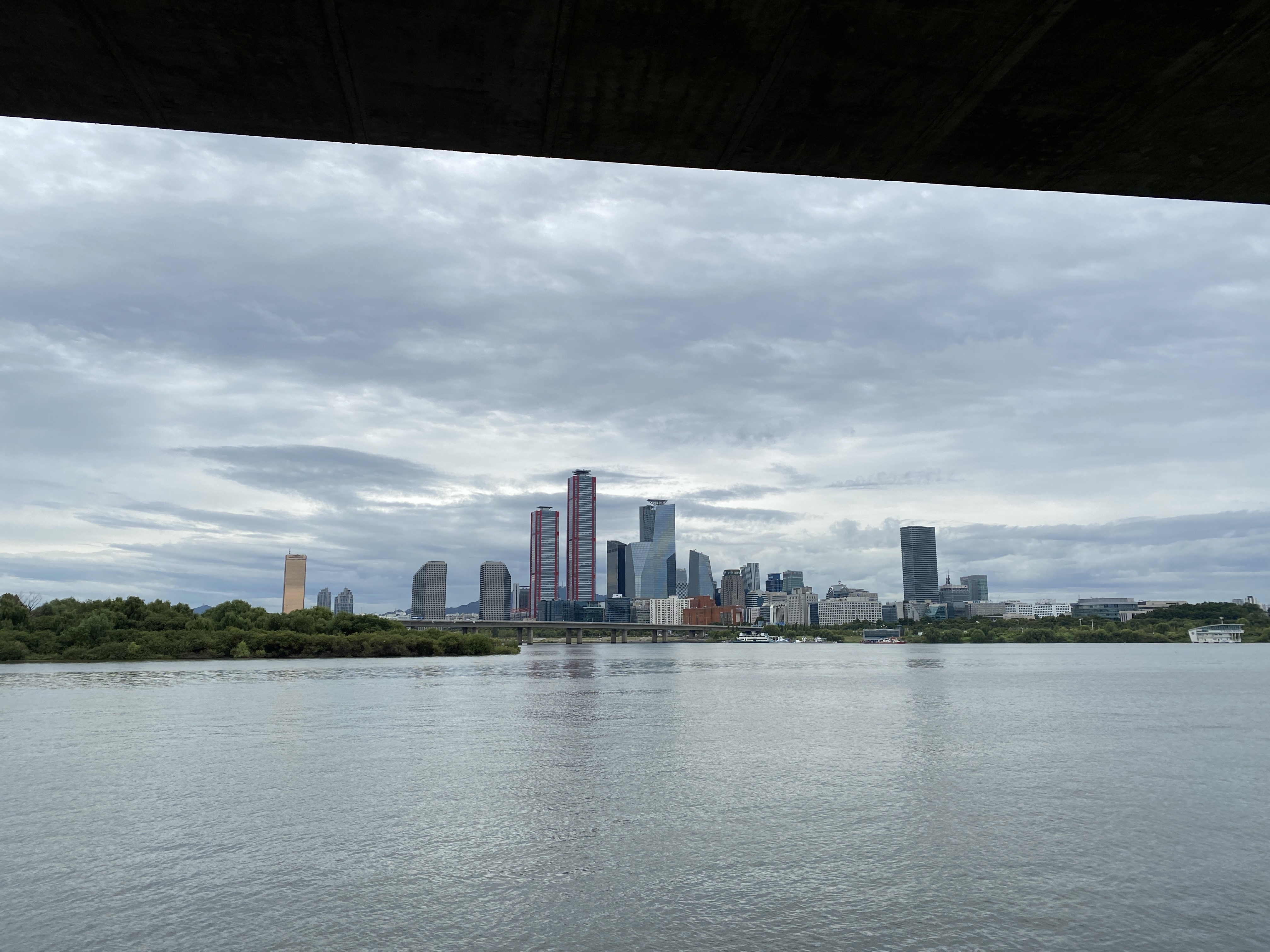
2021년 9월 25일.
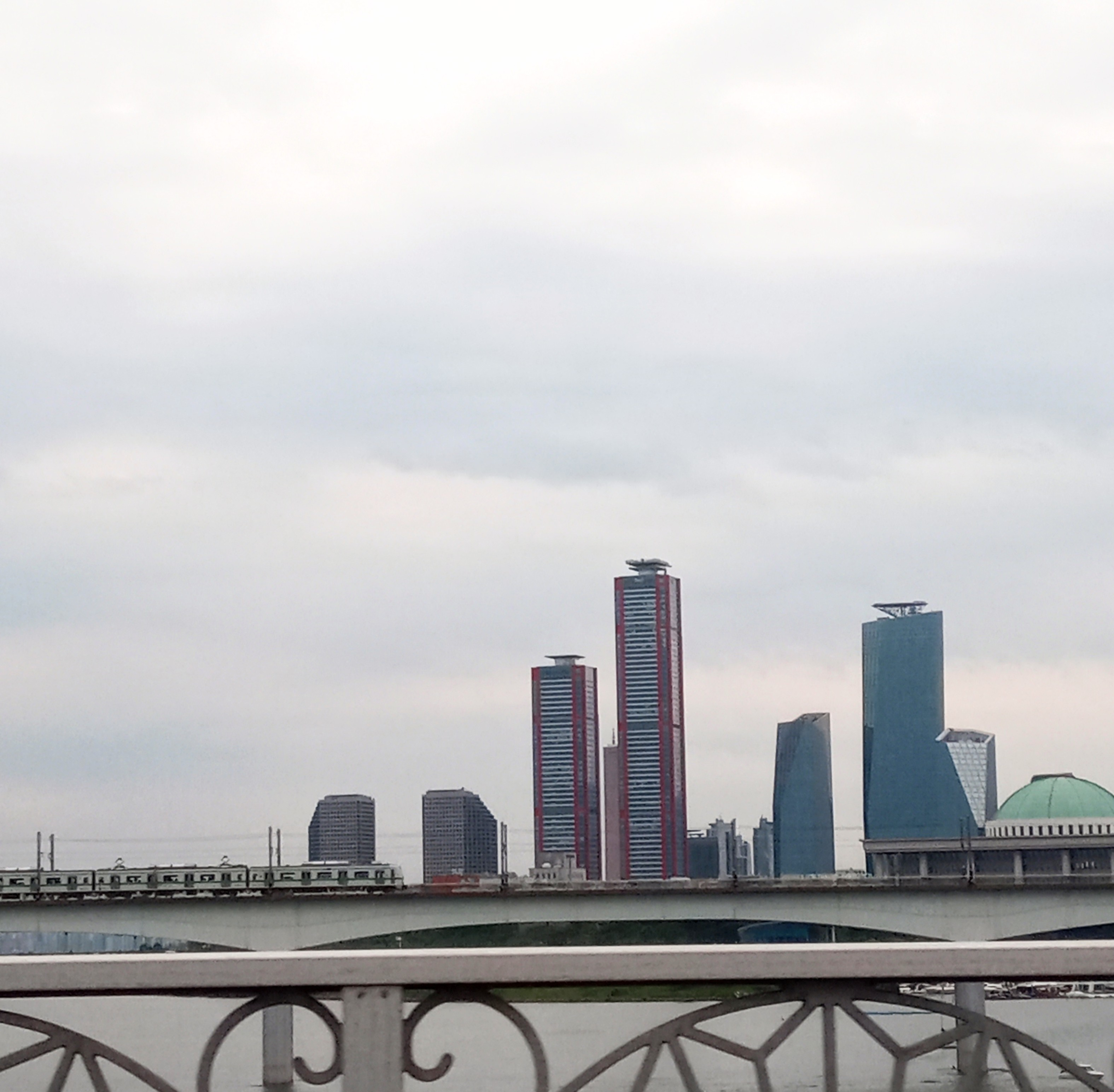
2021년 5월 29일.
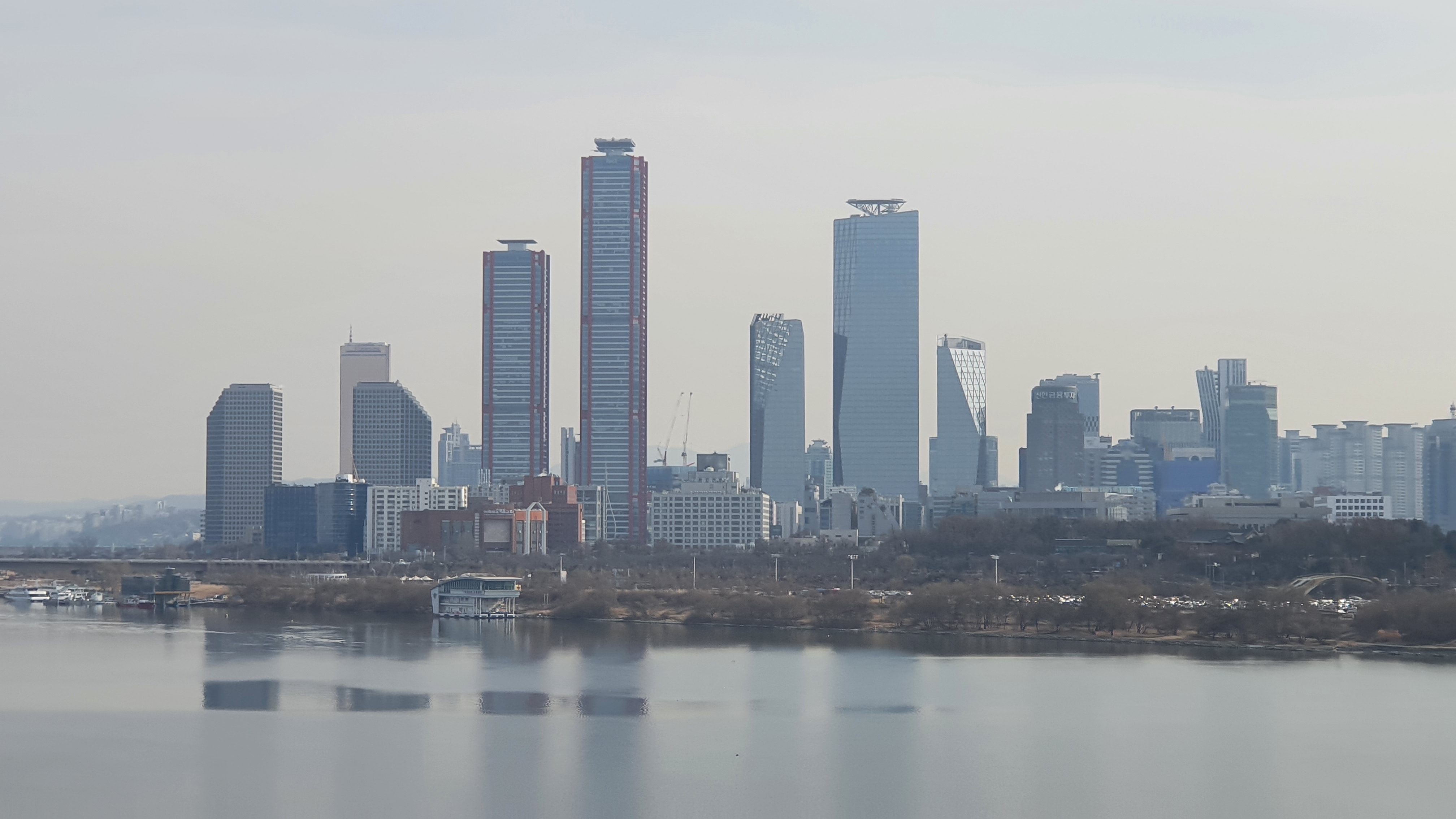
2022년 2월 9일.
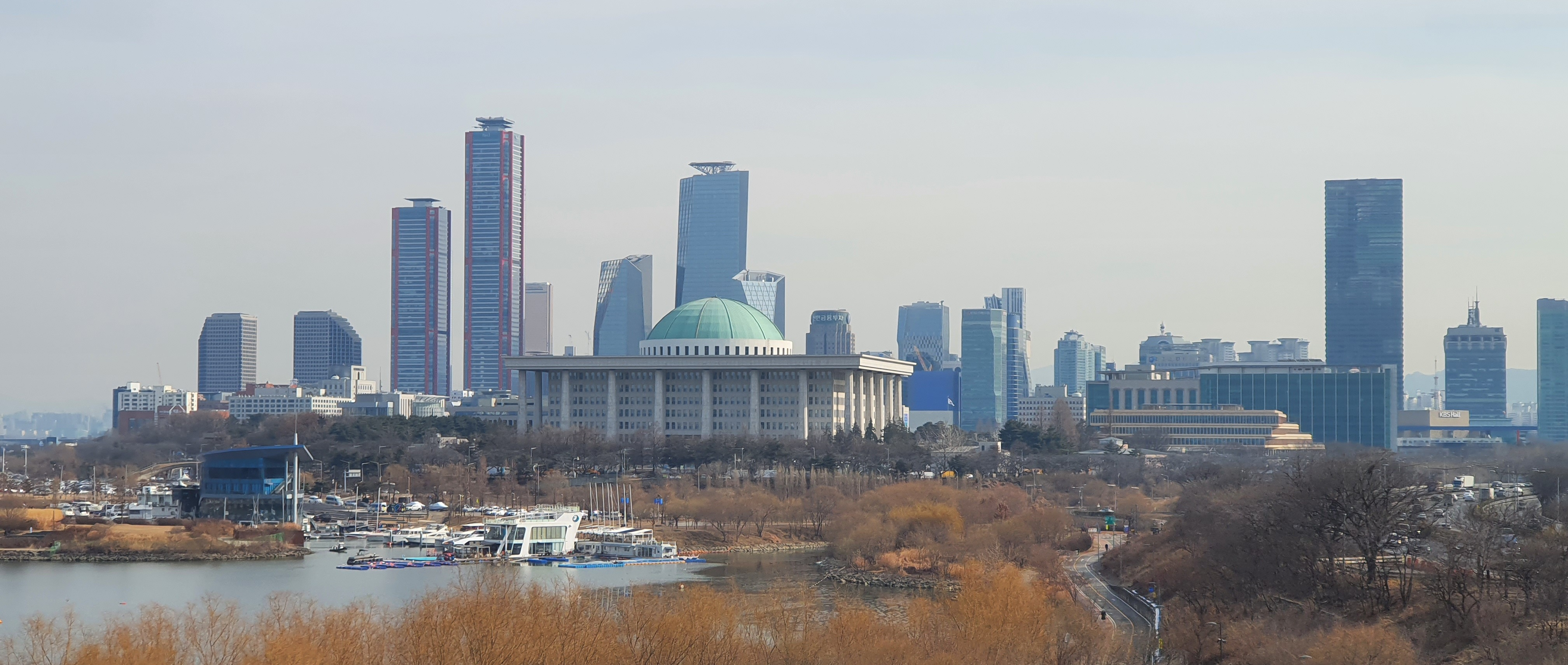
2022년 2월 9일.
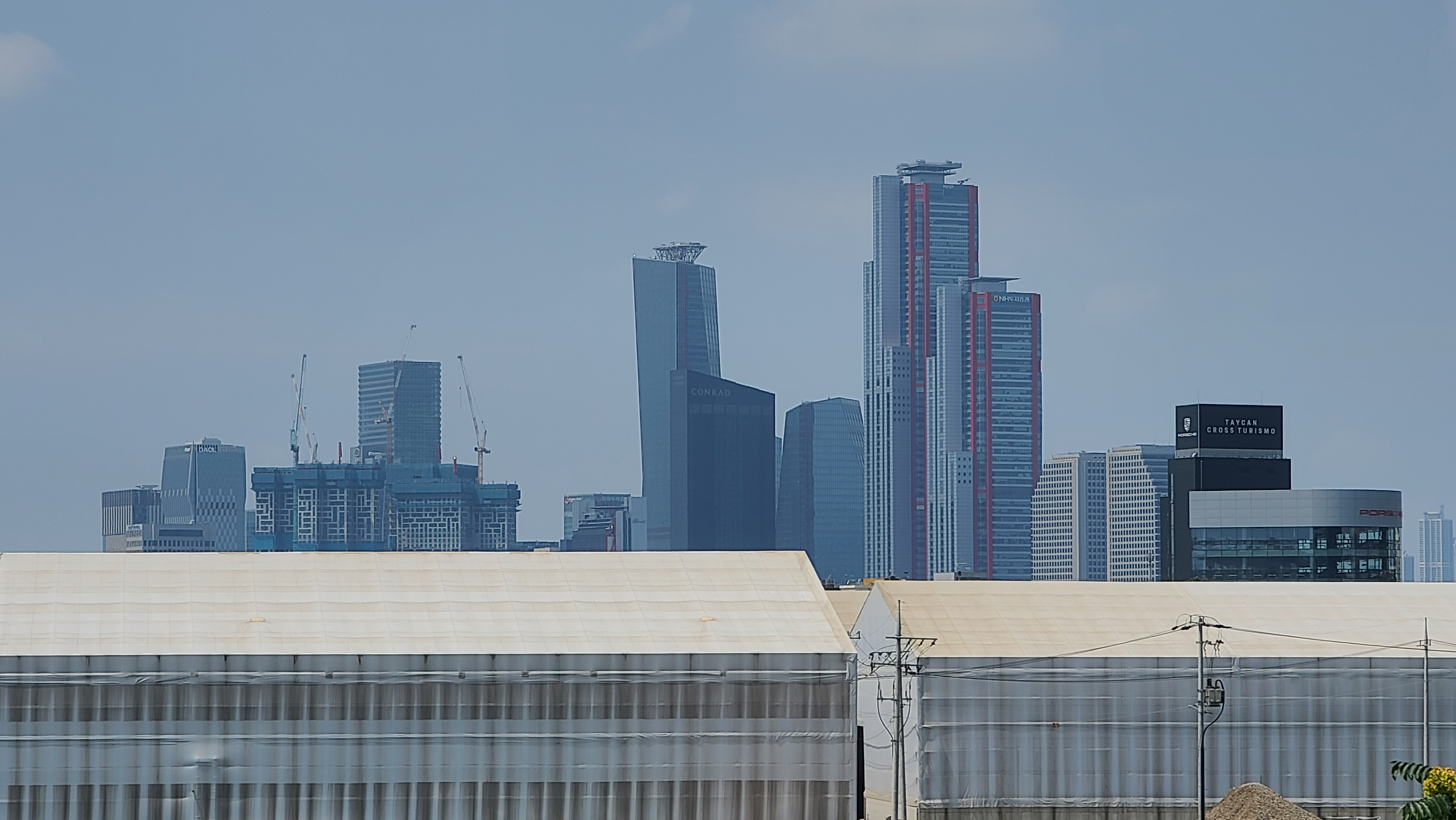
2022년 7월 28일.
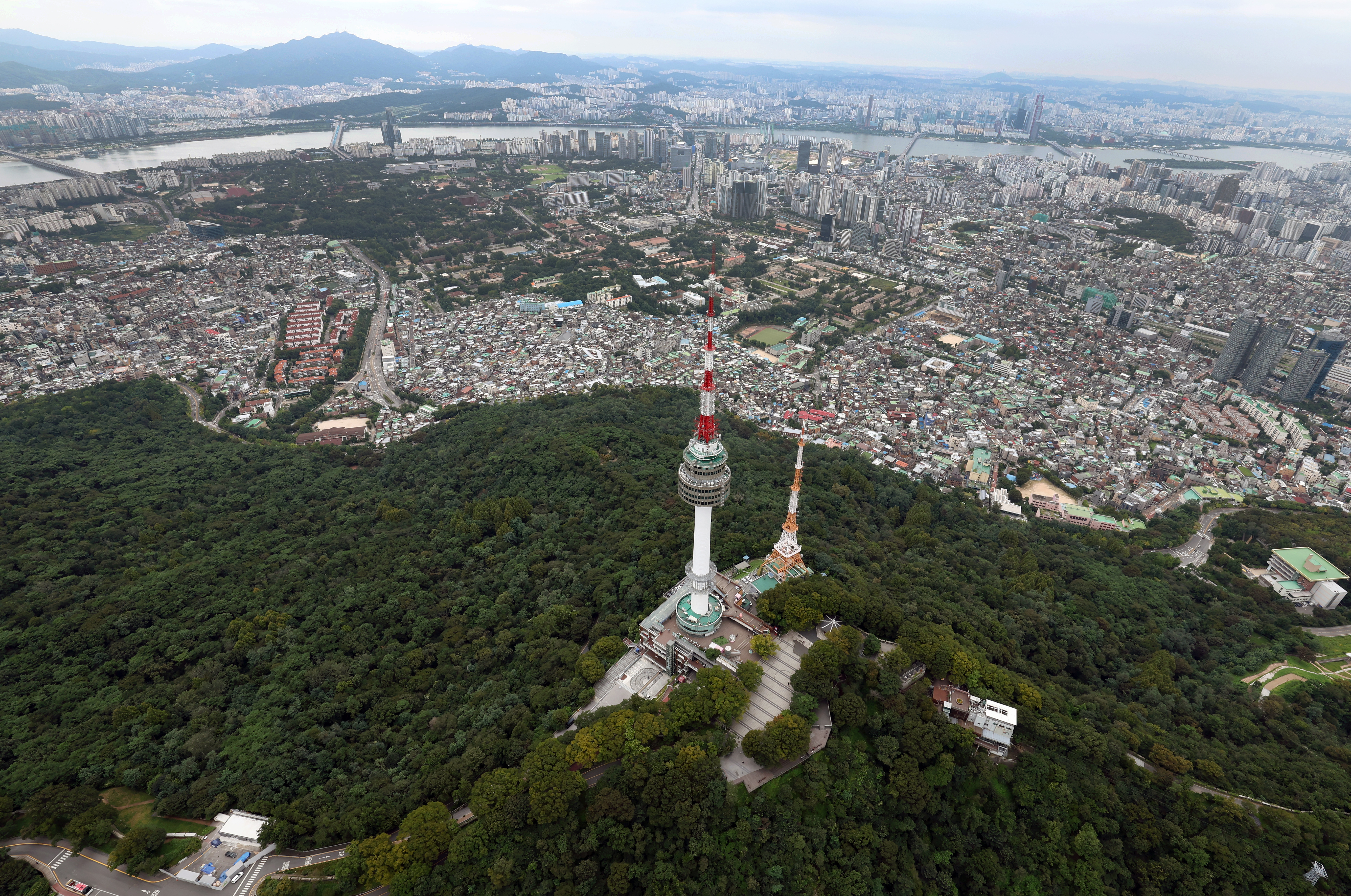
2022년 8월 24일.
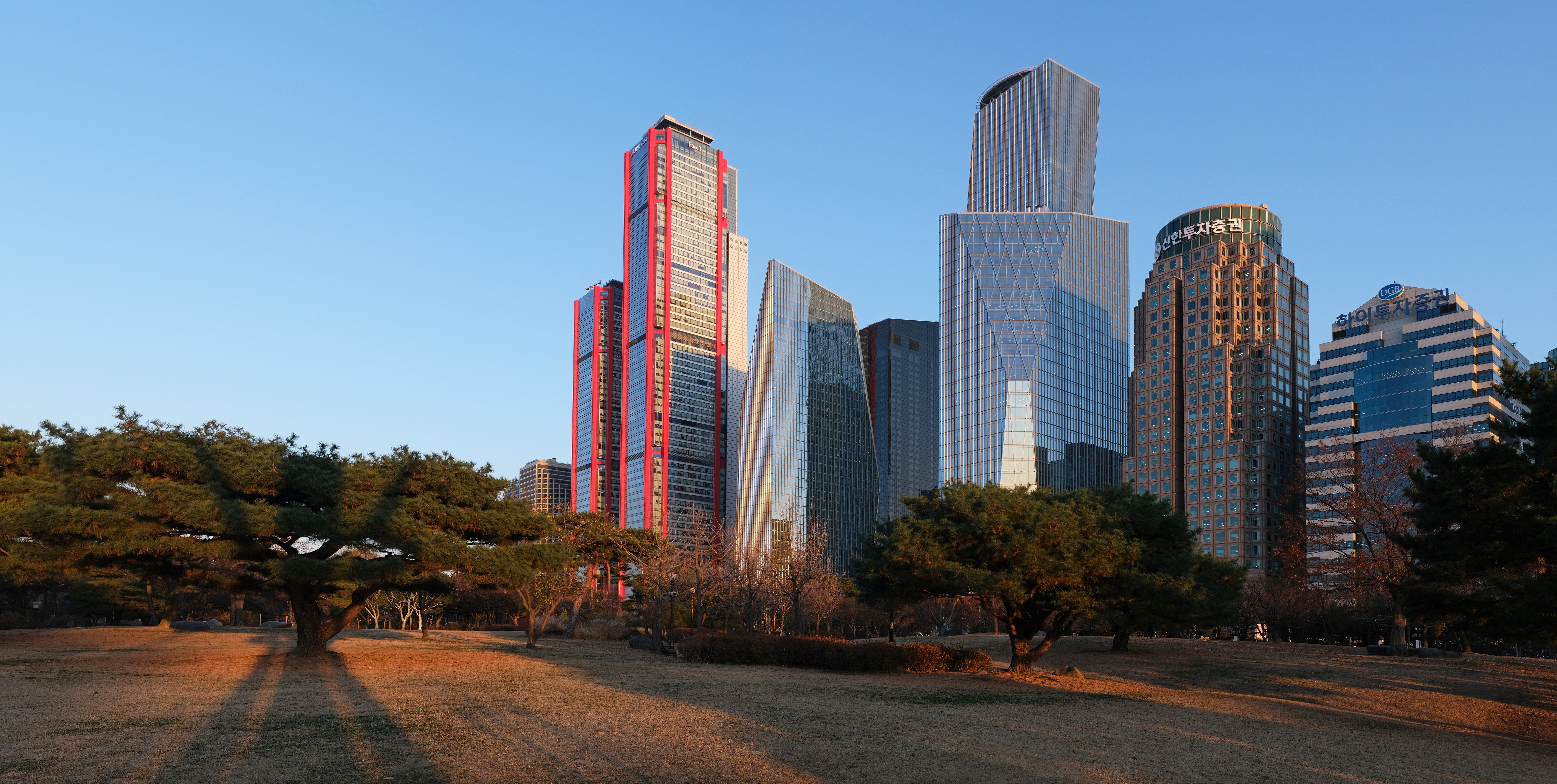
2022년 11월 1일.
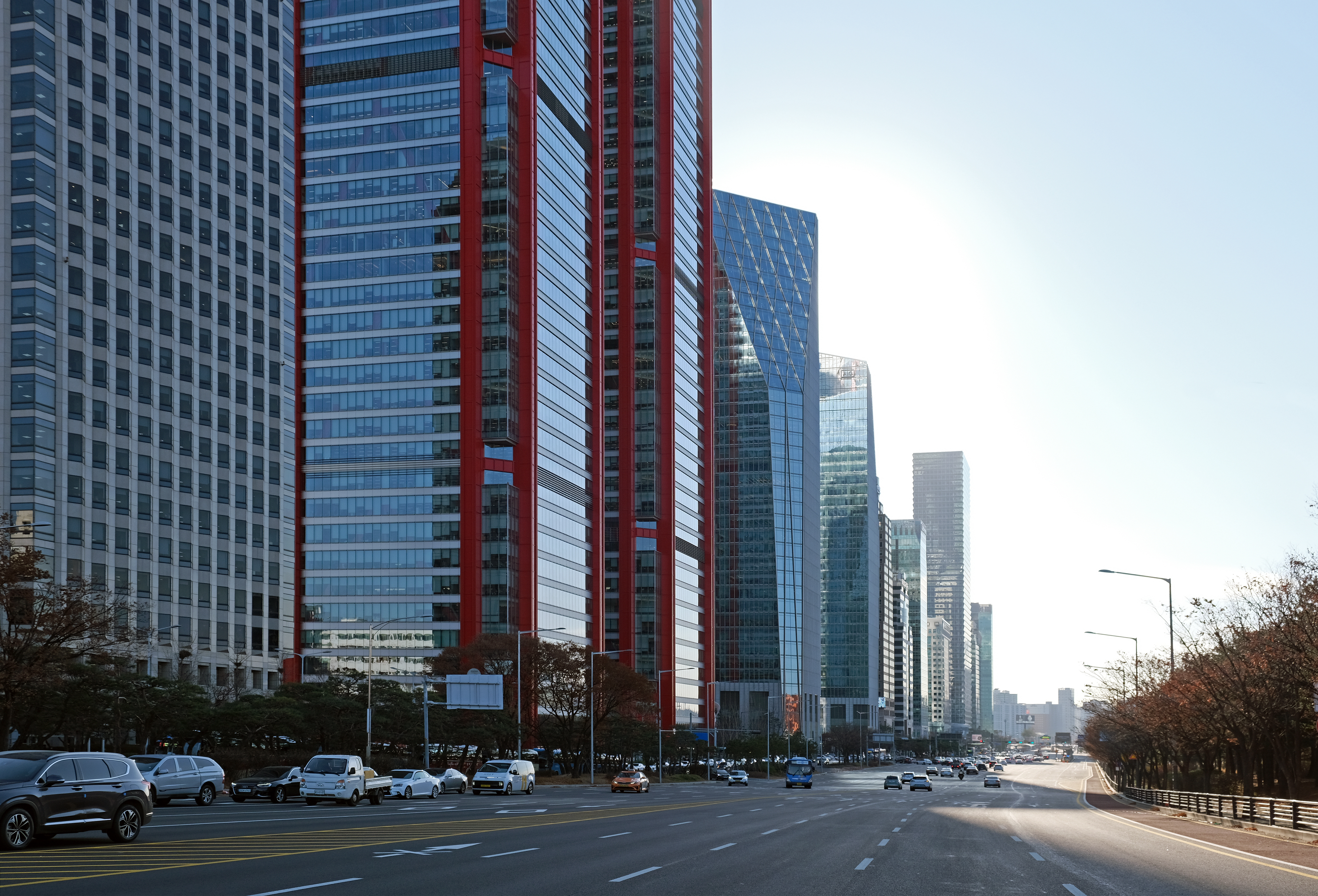
2022년 11월 1일.
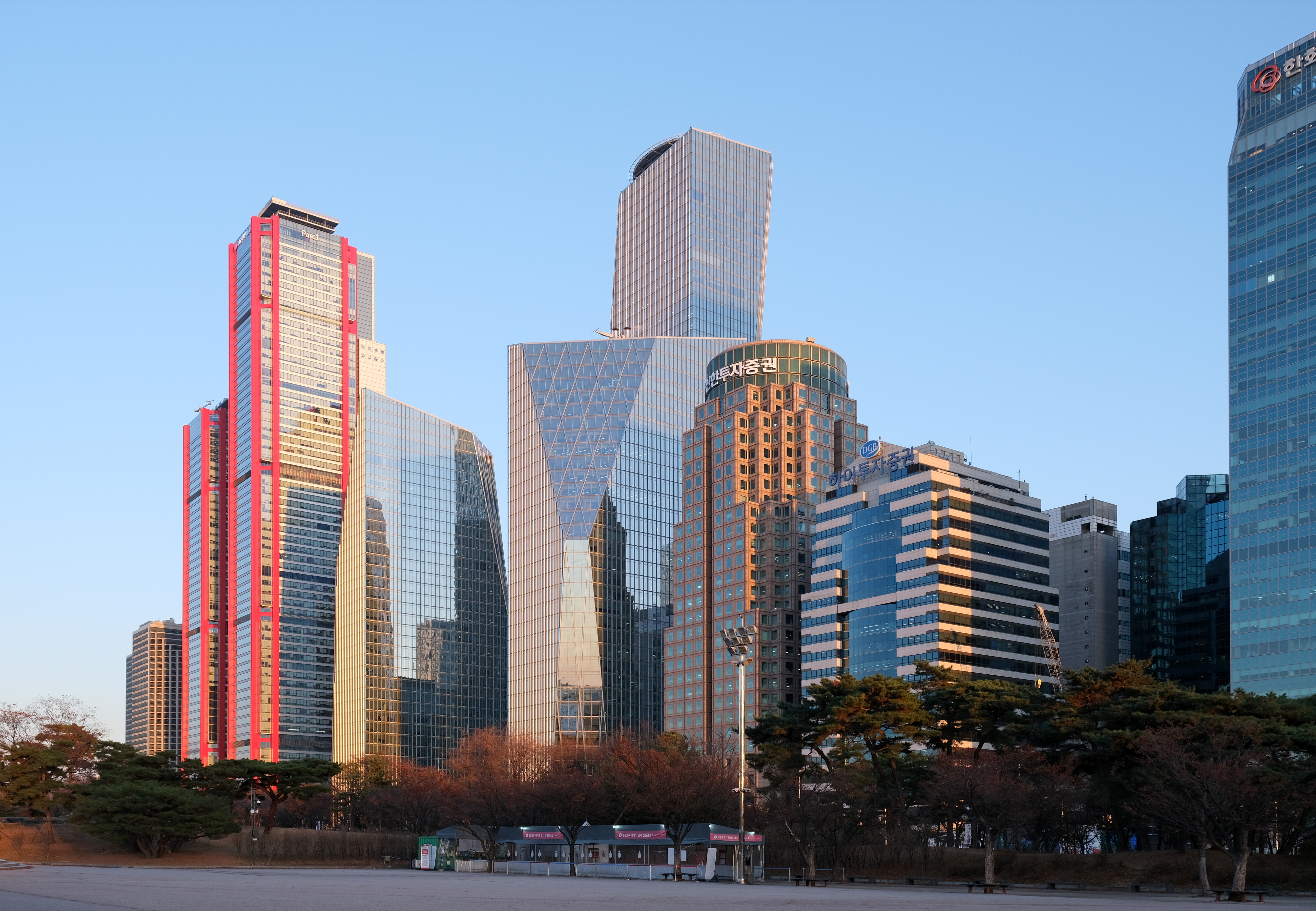
2022년 11월 1일.
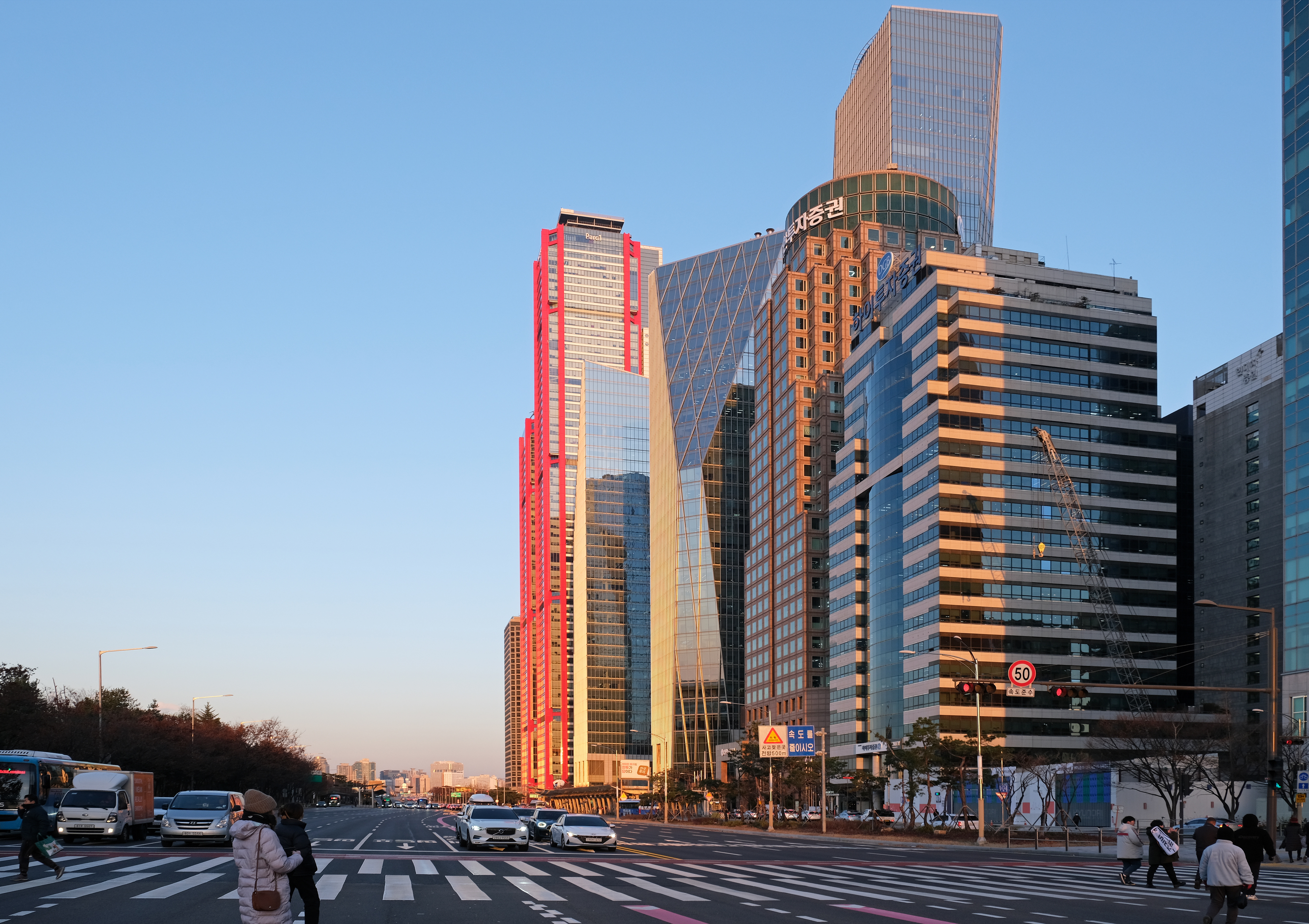
2022년 11월 1일.
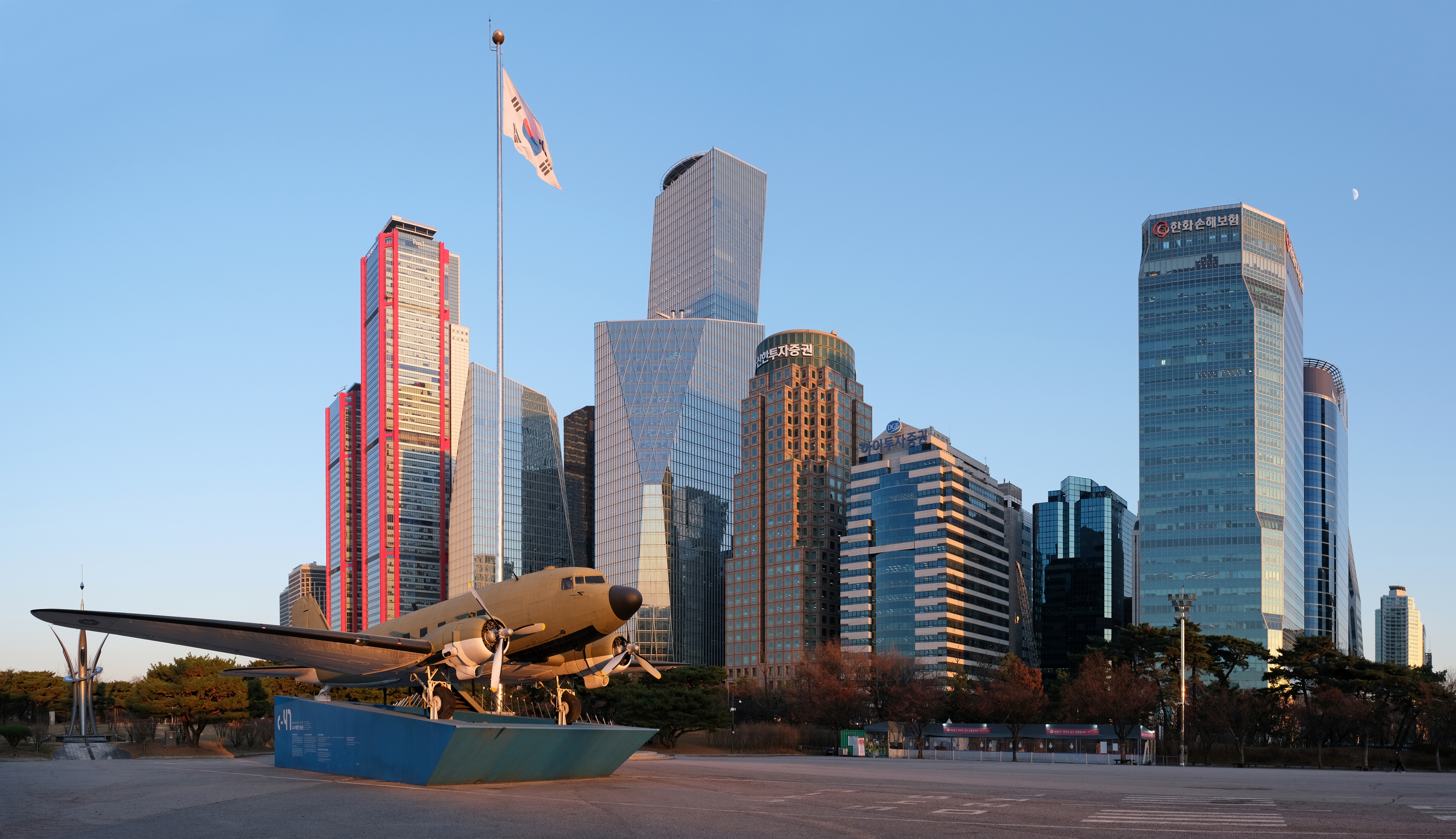
2022년 11월 1일.
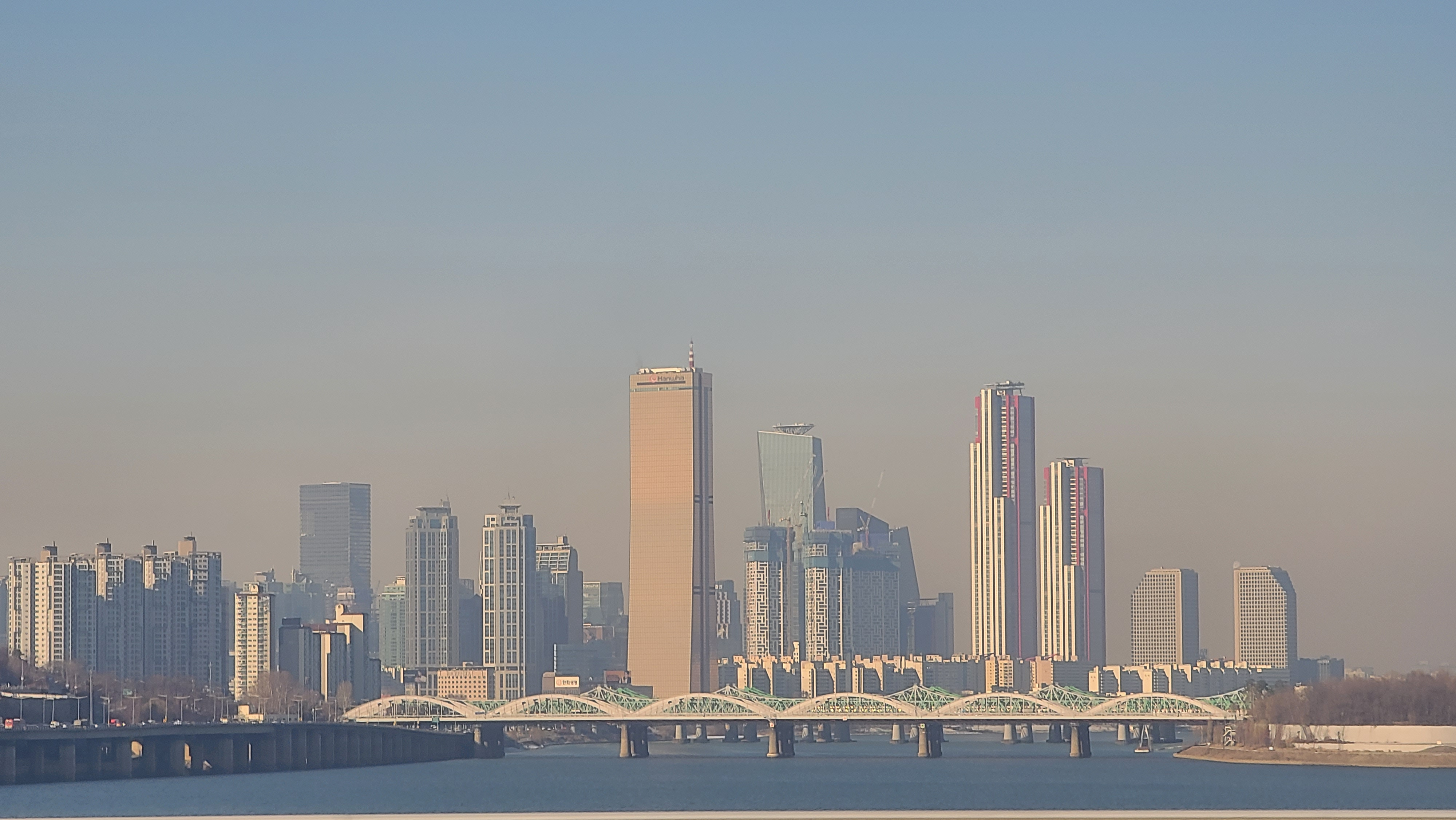
2022년 12월 20일.

### 파노라마

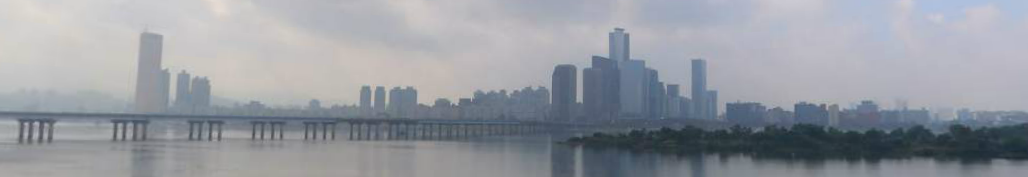
서울특별시 영등포구 여의도의 파노라마.

## 교통
- ● 수도권 전철 5호선 - 여의도역
- ● 서울 지하철 9호선 - 여의도역
- 여의도환승센터

## 같이 보기
- 대한민국의 마천루 목록
- 서울특별시의 마천루 목록